# Liste der Straßen in Eschweiler

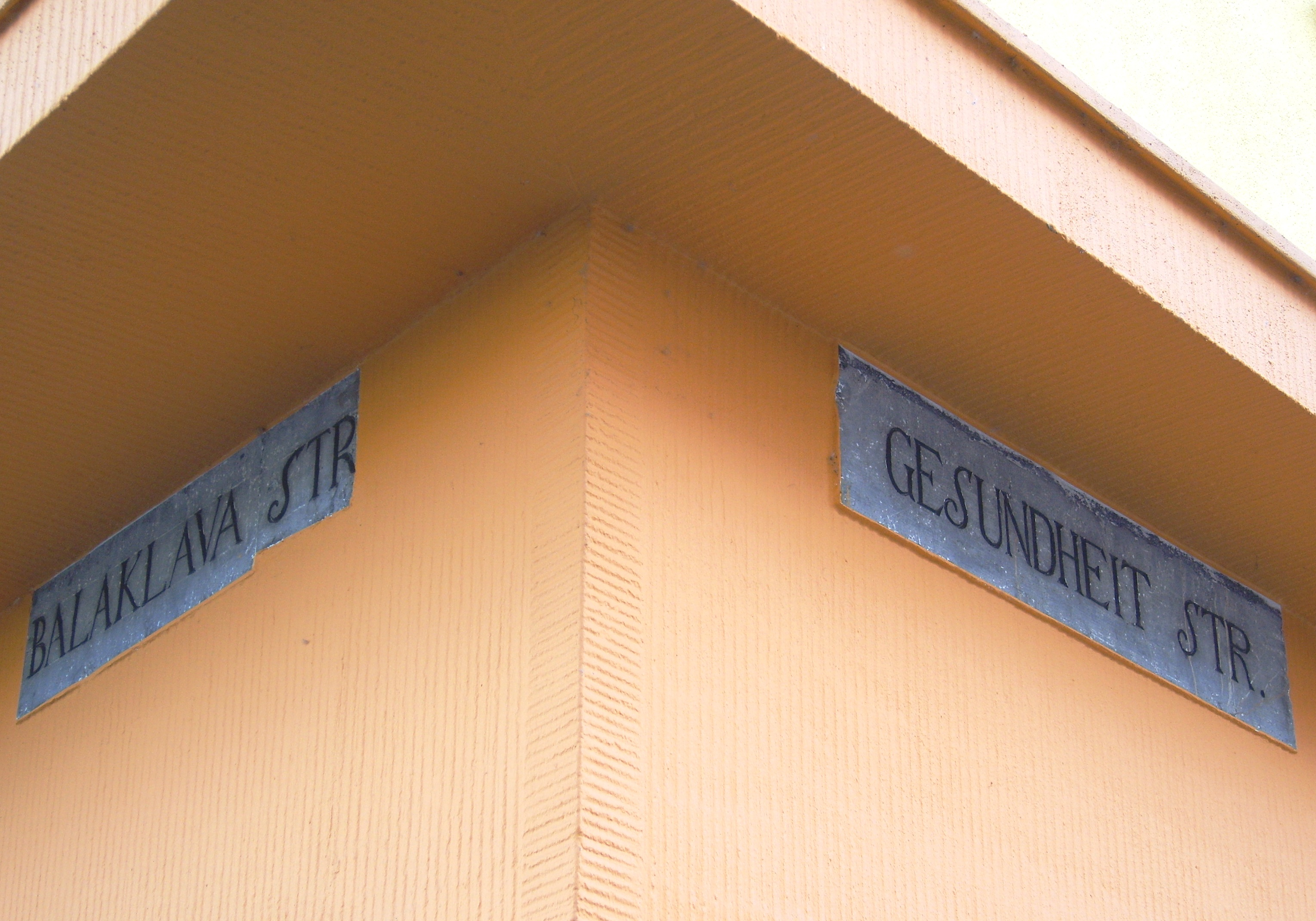
Alte Straßenschilder Ecke Uferstraße/Neustraße

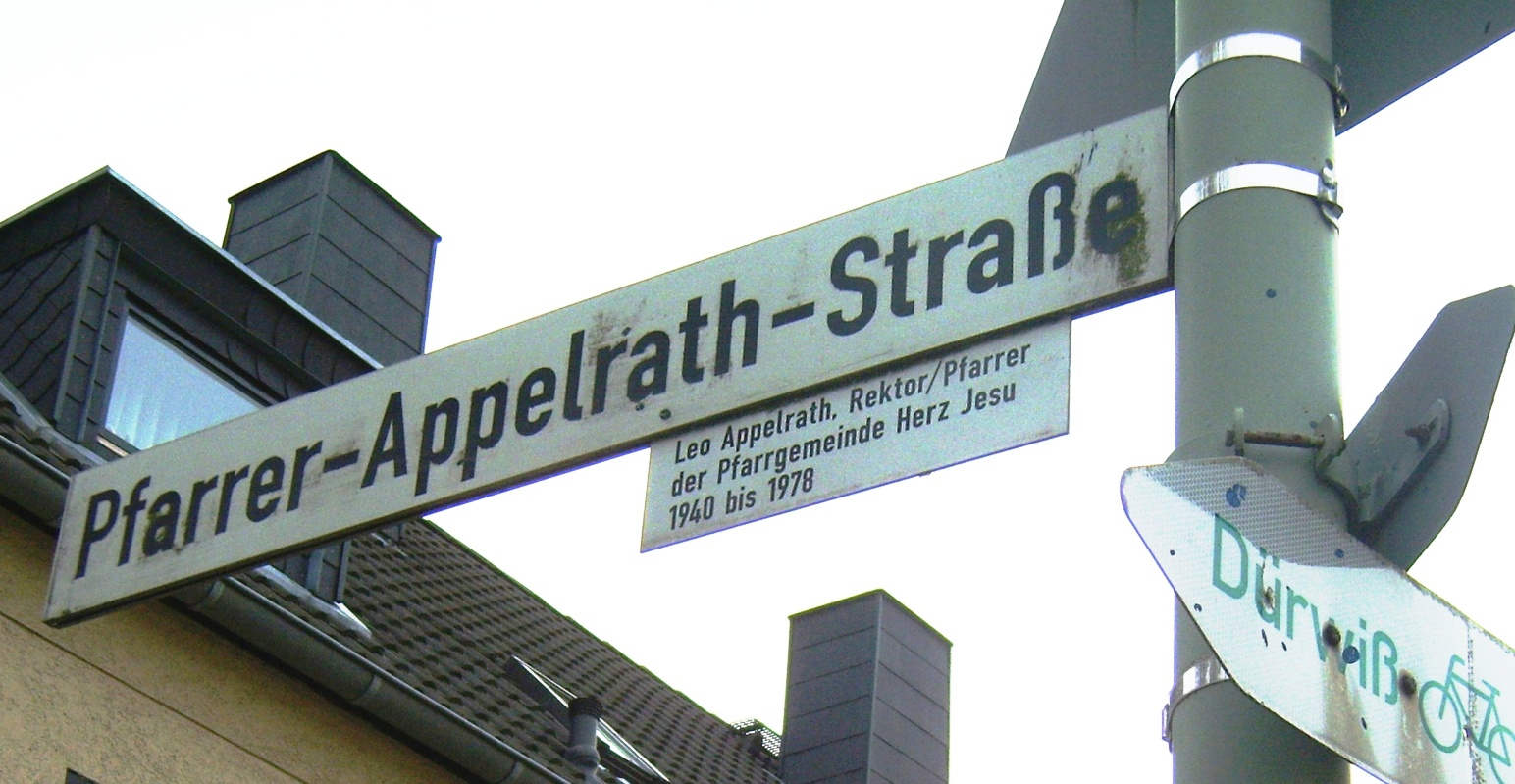
Modernes Straßenschild mit Zusatzschild

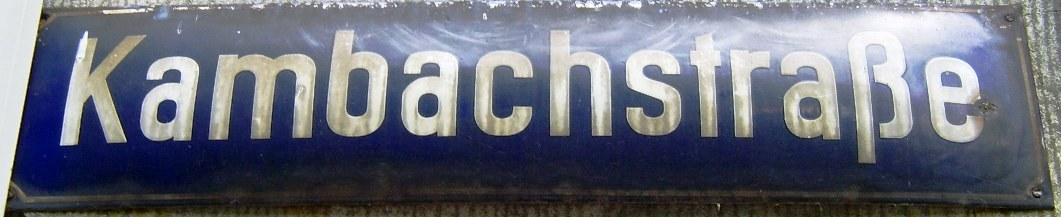
Altes Emailschild

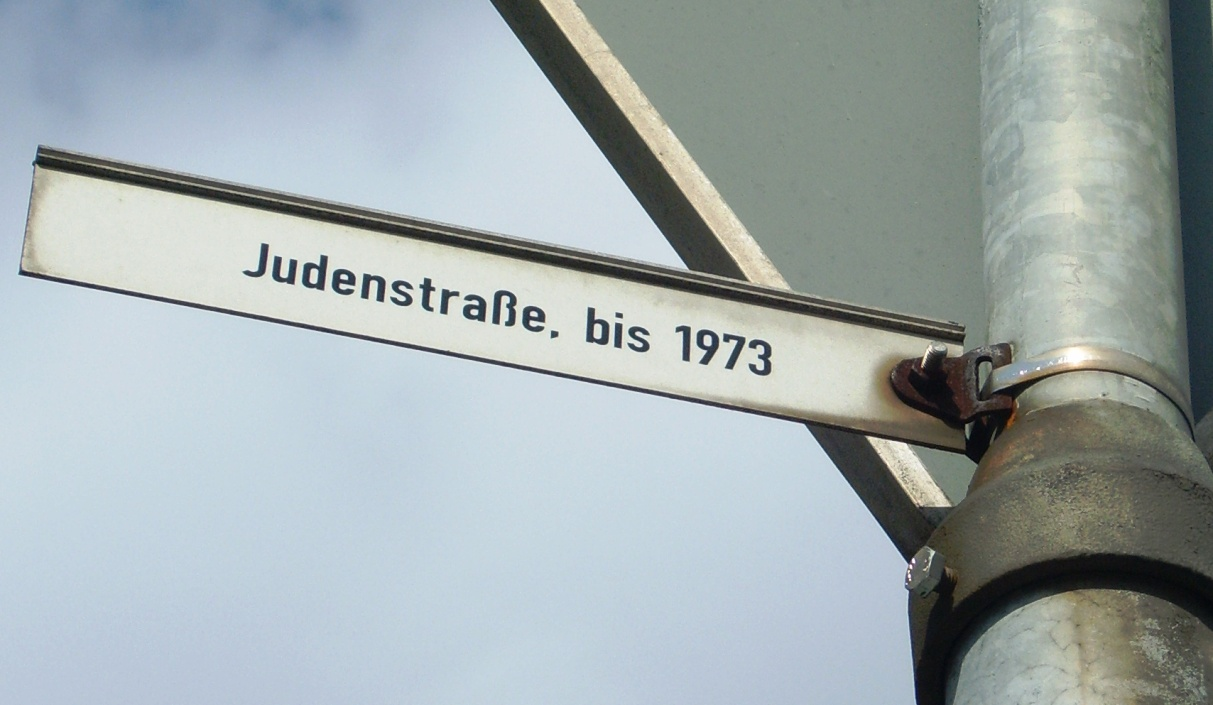
Zusatzschild in Erinnerung an die ehemalige Judenstraße

Übersichtsplan

Die Liste Eschweiler Straßennamen führt den Zustand des Straßennetzes sowie Bedeutungen und Umstände der Straßennamensgebung auf. Sie bezieht sich auf die Stadt Eschweiler in der Städteregion Aachen in Nordrhein-Westfalen in den Grenzen vom 31. Dezember 2006. Wegen der Kommunalen Neugliederung 1972 beschloss der Eschweiler Stadtrat am 18. Oktober 1972 insgesamt 67 Straßenumbenennungen.

## Straßennetz
- Autobahnen: A 4 auf einer Länge von 11,3 km mit den Anschlussstellen Eschweiler-West, Eschweiler-Ost und Weisweiler
  - Anschlussstellen, die weniger als 3 km von der Stadtgrenze entfernt sind: Broichweiden, Alsdorf und Aldenhoven, alle A 44
- Bundesstraßen: B 264
- Landesstraßen: L 11, L 228, L 238, L 240, L 241
- Kreisstraßen: K 6, K 10, K 15, K 17, K 18, K 23, K 33
- Gesamtlänge der Radwege: 13,9 km

(Stand: 31. Dezember 2005)

## Schilder
Die ursprünglichen Straßenschilder in Eschweiler waren mit weißen Buchstaben auf blauem Email. Die heutigen Schilder sind mit schwarzen Buchstaben auf weißem Plastik; Schriftart ist eine serifenlose Antiqua. Mehrere Dutzend Schilder haben ein kleines, unter dem Schild angebrachtes Zusatzschild zur Herkunft des Straßennamens. Zwei kleine Zusatzschilder ohne Straßenschild erinnern auf der Indestraße an die Judenstraße und den Knickertsberg.

## Die letzten Benennungen
1. Hausener Straße (29. April 2008)
2. Rolf-Hackenbroich-Straße (13. Juni 2007)
3. Pedro-Schöller-Ring (24. März 2007)
4. Johannes-Rau-Platz (13. Juni 2006)
5. Raiffeisen-Platz (15. Dezember 2004)
6. Am Otterbach (24. März 2004)
7. Bourheimer Straße (10. Dezember 2003)
8. Fontanestraße (8. Oktober 2003)
9. Elsassstraße, Hugo-Merckens-Straße (12. Februar 2003)
10. Franz-Rüth-Straße (18. September 2002)
11. Raiffeisenweg, Theodor-Heuss-Ring (24. April 2002)
12. Heinrich-von-Berg-Weg (27. Juni 2001)
13. Hastenrather Schule (4. April 2001)
14. Im Wiesenhang (20. Dezember 2000)
15. Josef-Artz-Straße, Matthias-Stiel-Straße (31. August 2000)
16. Bertolt-Brecht-Straße, Erich-Kästner-Straße (15. Dezember 1999)
17. Kölner Straße (10. Dezember 1997)
18. Gerhard-Meiß-Straße (25. Juni 1997)
19. Anna-Klöcker-Anlage (8. Oktober 1996)
20. Alsdorfer Straße (16. März 1994)

## Über die einzelnen Straßennamen
Aktuell gültige Straßenbezeichnungen sind in Normalschrift angegeben, nach Umbenennung oder Überbauung nicht mehr gültige Bezeichnungen in Kursivschrift. In den Straßenbeschreibungen wird der Stadtteil jeweils in runden Klammern erwähnt. Fehlt ein Stadtteilname, so liegt die Straße außerhalb der Bebauung. Abkürzungen der Stadtteile: Aue (Aue), Be (Bergrath), Bo (Bohl), Dü (Dürwiß), Fr (Fronhoven), Ha (Hastenrath), He (Hehlrath), Hü (Hücheln), Kw (Kinzweiler), Nb (Nothberg), NL (Neu-Lohn), Nord (Eschweiler Altstadt, Klee Oepe und Liebfrauenschul-Viertel nördlich der Inde), Ost (Eschweiler-Ost und Wardenslinde), Pu (Pumpe), Röhe (Röhe), Röt (Röthgen und Siedlung Jägerspfad), Sn (Scherpenseel), SJ (St. Jöris), Sti (Stich), Süd (Südliche Innenstadt und Patternhof-Viertel), Vb (Vöckelsberg), Vr (Volkenrath), Wd (Siedlung Waldschule), West (West), Wh (Wilhelmshöhe), Ww (Weisweiler und der Industrie- und Gewerbepark IGP).

### A

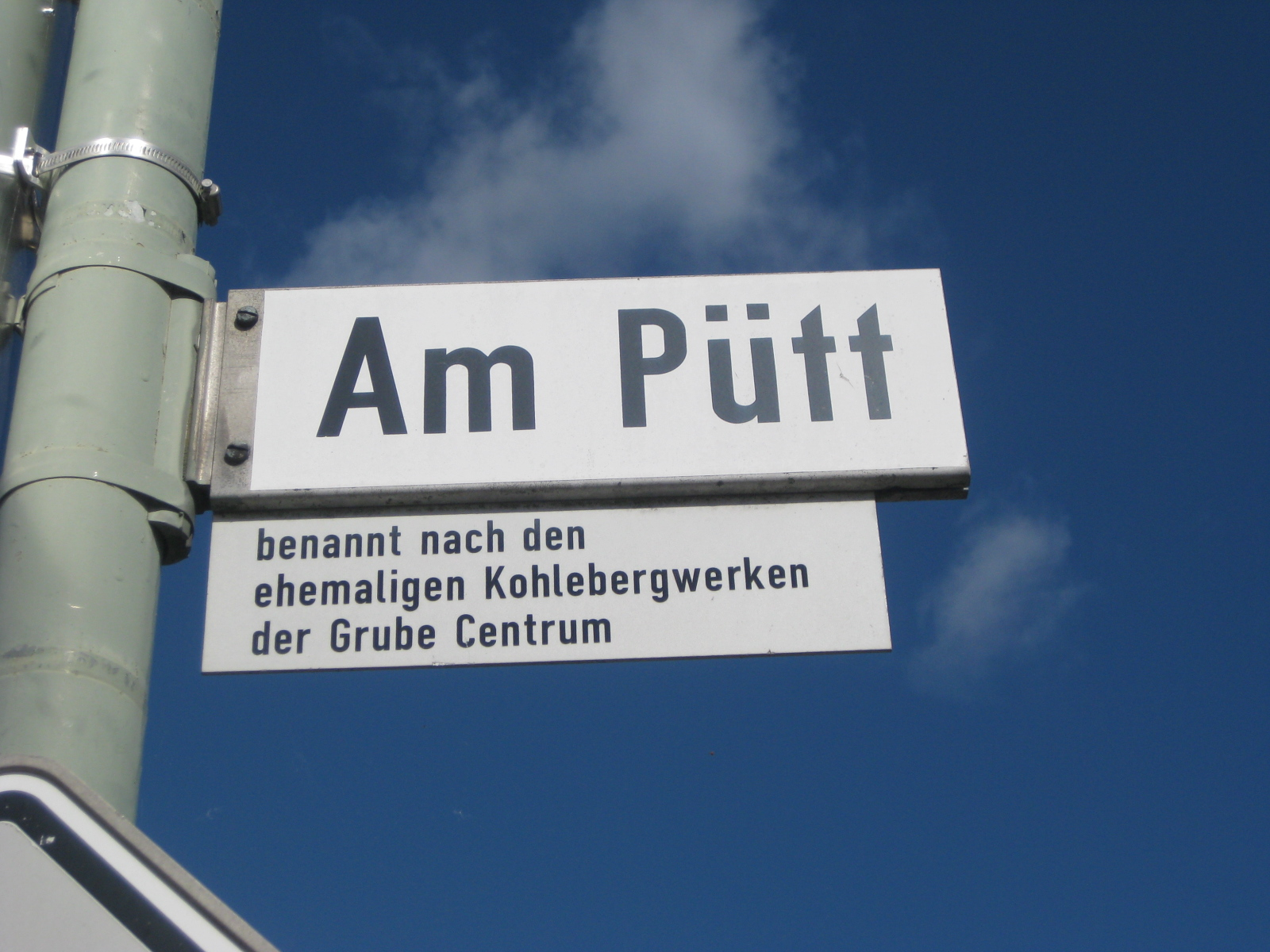
Straßenschild zur Grube Centrum

- Aachener Pfad (Röt): Name des in Richtung Süden abzweigenden Wegs der Burgstraße bis 1972. Teil des Pilgerweges zum Aachener Dom.
- Aachener Straße (B 264) (Röhe, West): Nachbarstadt Aachen. Hieß Röher Landstraße bis 1902 und Chaussée d’Aix-la-Chapelle zur Franzosenzeit von 1794 bis 1815.
- Aachener Weg (Kw): Name der Kalvarienbergstraße bis 1972.
- Abt-Simons-Straße (Dü): Berthold Simons (* 1918 in Dürwiß) war Abt der Neuen Benediktinerabtei Kornelimünster. (projektiert. Lage an der Karl-Arnold-Straße zwischen Sebastianusstraße und Friedrich-Ebert-Straße)
- Ackerstraße (Kw): Flurbezeichnung Burgacker nahe der Burg Kinzweiler.
- Actienstraße: Name der Röthgener Straße von 1822 bis 1883 sowie Stich, Pumpe und Stolberger Straße von 1883 bis 1902. Aktienstraße.
- (1) Adolf-Hitler-Straße (Süd): Name der Rosenallee während des Deutschen Reichs 1933 bis 1945. Am 31. März 1933 benannt nach Adolf Hitler.
- (2) Adolf-Hitler-Straße (Dü): Name der Eschweilerstraße während des Deutschen Reichs 1933 bis 1945.
- Ahornstraße (Ost): Name der Paul-Ernst-Straße bis 1978.
- Ahornweg (Dü): Baum Ahorn. Botanischer Name wie überwiegend in diesem Viertel.
- Akazienhain (Wd): Blume Akazie. Botanischer Name wie überwiegend in diesem Stadtteil.
- Albertstraße (Ha): Albertshof und Grube Albert. Hieß bis zur Eingemeindung Hastenraths 1932 Stolberger Straße.
- Albrecht-Dürer-Straße (Nord): Maler und Graphiker Albrecht Dürer. Künstlername wie überwiegend in diesem Viertel.
- Aldenhovener Straße (L 228) (Ost, NL, Fr): Nachbargemeinde Aldenhoven.
- Allensteiner Straße (Vb): Ehemals ostdeutsche Stadt Allenstein wie überwiegend in diesem Viertel.
- Alsdorfer Straße (L 238, bis September 2001 K 10): Nachbarstadt Alsdorf.
- Alte Rodung (Wd): Rodung der Heide- und Waldflächen ab 1950.
- Alte Ziegelei (Röt): Ehemalige Ziegelei.
- Am Bergamt (Pu): 1992 benannt nach dem dortigen ehemaligen Zentralbüro des Eschweiler Bergwerksvereins EBV, auch Bergamt genannt, zuletzt Verwaltung der EBV-Hüttenbetriebe bis 1986. Seit den 1990er Jahren Wohnhaus.
- Am Bongert (Dü): Ein Bongert ist eine Obstbaumwiese.
- Am Buchenwald (Pu): Buchenbestand am Eschweiler Stadtwald.
- Am Burgbusch (SJ): Flurbezeichnung Burgbusch, jetzt südwestlicher Zipfel des Golfgeländes Haus Kambach.
- Am Burgfeld (Röt): Felder der Burg Röthgen.
- Am Buschend (Wh): Grubenfeld Buschend; siehe Feldenendstraße.
- Am Fließ (Dü): Dürwißer Fließ. Ein Fließ ist ein Bach.
- Am Fresenberg (No): Entweder nach Friesen im Dienst der Nothberger Burg oder nach dem Friesenmeister, welcher Wassergräben anlegt.
- Am Ginsterbusch (Wd): Pflanze Ginster. Botanischer Name wie überwiegend in diesem Stadtteil.
- Am Goldberg (Be): Ein Goldberg ist ein außergewöhnlich ergiebiger Acker.
- Am Grünen Winkel (Röt): Rodung eines Teils der nordwestlichen Ecke des Eschweiler Stadtwalds.
- (1) Am Hang (Röt): Nordhang der Voreifel.
- (2) Am Hang (NL): Name der Kommendenstraße von 1968 bis 1972.
- Am Hastenrather Fließ (Ha): Das Hastenrather Fließ mündet in den Riffersbach. Ein Fließ ist ein Bach.
- Am Heinrichsschacht (Röt): Der „Heinrichsschacht“ wurde nach dem Bergbaukundeprofessor Ernst Heinrich von Dechen, der ihn konstruierte, benannt.
- Am Hochhaus (Dü): Das gelbe, 1963 errichtete, achtstöckige Hochhaus. Hieß von 1959 bis 1972 Südstraße.
- Am Hörschberg (Dü): Höchste Erhebung in Dürwiß mit 169 m ü. NN.
- Am Hof (He): Hofgut Helrode, Keimzelle des Dorfes.
- Am Hovener Feld (Ww): Ehemaliger Gutshof Hoven aus dem 16. Jahrhundert.
- Am Kalkofen (Bo): Kalköfen der ehemaligen Kalkwerke Meyer.
- Am Kitzberg (Röt): Bergehalde Kitzberg beim Schwarzen Berg am Nordrand des Eschweiler Stadtwaldes.
- Am Kleekamp (Dü): Flurbezeichnung nach der Pflanze Klee.
- Am Klosterhof (SJ): Hof des Zisterzienserinnenklosters.
- Am Klosterweiher (SJ): Weiher des Zisterzienserinnenklosters.
- Am Köhlerpfad (Be): „Köhler“ bezieht sich hier auf Bergleute.
- Am Kraftwerk (L 241) (Ww): Durchfahrtsstraße am Kraftwerk Weisweiler zur Autobahnauffahrt Weisweiler der A 4.
- Am Maxweiher (Kw): Flurbezeichnung.
- Am Mühlenfeld (No): Ehemalige Ölmühle am Omerbach. Hieß bis 1932 Verbindungsstraße.
- Am Mühlengraben (Ww): Mühlengraben der Vollmühle an der Inde.
- Am Nierchen (Wh): Flur und spätere Bergehalde Auf dem Nierchen.
- Am Omerbach (No): Straße am Omerbach. Hieß bis 1927 In der Aue.
- Am Otterbach (No): Am 24. März 2004 benannt nach dem dort fließenden Otterbach. Am 1. September 2004 wird die Stichstraße der Heisterner Straße mit den Hausnummern 67 bis 89 feierlich in Am Otterbach umbenannt.
- Am Pütt (Röt): Ein Pütt ist ein senkrechtes Bodenloch, meist ein Brunnen oder im Eschweiler Raum ein Bergwerk.
- Am Riffersbach (Bo): Der Riffersbach mündet noch in Bohl in den Omerbach.
- Am Rodelberg (Dü): Rodelberg mit 168 m ü. NN.
- Am Römerberg (Röhe): In der Nähe wurden römische Ziegel gefunden, und dort verlief in Ost-West-Richtung eine Römerstraße. Hieß bis 1972 Römerstraße.
- Am Rosenstock (Wd): Blume Rose. Botanischer Name wie überwiegend in diesem Stadtteil.
- Am Schildchen (Wh): Flurname nach schildförmiger Bodenerhebung.
- Am Schlemmerich (Sti): Name der ältesten Kohleschächte (1884 - 1891) und Flöze der Grube Centrum, wobei der Name vermutlich auf den schlammigen Zustand der dortigen Kohle zurückgeht.
- Amselweg (Be): Vogel Amsel. Von West nach Ost liegen dort aufgereiht Amsel-, Drosselweg, Finkenweg, Starenweg und Schwalbenweg.
- Am Stapel (Nord): Eine Hälfte des Eschweiler Domhofs in der Nähe des Markts.
- Am Steinacker (Dü): Flurbezeichnung nach römischen Ziegel- und Steinresten an der Kreuzung zweier Römerstraßen.
- Am Steinbüchel (No): Flurbezeichnung.
- Am Tunell (Röt, Sti): Name des Tunnelwegs bis 1883.
- Am Ufer (Süd): Name der Uferstraße von 1861 bis spätestens 1882.
- Am Vogelschuss (Dü): 1972 in Anlehnung an den vorherigen Namen Schützenstraße und den Königsvogel der Dürwißer Schützenbruderschaft benannt.
- Am Wolfshag (Vr): Flurbezeichnung.
- An der Burgmauer (Ww): Mauer der Weisweiler Burg.
- An der Fahrt (Kw): Teilstück des Wallfahrtsweges zum Aachener Dom.
- An der Fauch (He): Flurbezeichnung nach dem Hofnamen „In der Fochen“. Hieß bis 1981 Röher Weg.
- An der Festhalle (Kw): Straße an der 1969 errichteten Kinzweiler Festhalle. Hieß bis 1972 Barbarastraße.
- An der Glocke (Süd): Glocke der ehemaligen Brauerei oder der ehemaligen Volksschule (1866 gebaut, 1974 abgerissen). Hieß bis 1883 St.-Marien-Straße.
- An der Waidmühle (Dü): Ehemalige Mühle, welche Färberwaid mahlte.
- An der Wasserwiese (Ost): Flurbezeichnung nach den nassen Wiesen der Inde. Hieß bis 1972 Kläranlage.
- Angerstraße (Röt): Name des Hermann-Löns-Angers von 1939 bis 1959.
- An Haus Palant (Ww): Straße an Haus Palant.
- Anna-Klöcker-Anlage (Süd): Lokalpolitikerin Anna Klöcker.
- Antoniusstraße (Be): Älteste Eschweiler Kapelle Antoniuskapelle von 1553. Der dortige Bahnübergang wurde 2003 geschlossen.
- An Wardenslinde (Ost): Entweder nach „warten“ oder nach Wotan benannt. 1992 wird der obere Teil entlang der Kippe in Pfarrer-Appelrath-Straße umbenannt.
- Ardennenstraße (Bo): Mittelgebirge Ardennen. Gebirgsname wie überwiegend in diesem Stadtteil.
- Arndtstraße (Süd): Dichter und Politiker Ernst Moritz Arndt.
- Asternweg (Ost): Blume Aster. Blumenname wie überwiegend in diesem Viertel.
- Auerbachstraße (West): Schriftsteller und Politiker Berthold Auerbach.
- Auestraße (Aue): Flussaue der Inde am Propsteier Wald.
- Auf dem Bend (Dü): Flurbezeichnung. Ein Bend ist eine umzäunte Weide oder Wiese. (projektiert. Lage an der Grünstraße östlich von Am Vogelschuß)
- Auf dem Driesch (Ww): Ein Driesch ist ein als Weide genutztes Land.
- Auf dem Ellerberg (Röhe): Flurbezeichnung und Erhebung Ellerberg am nördlichen Propsteier Wald mit Erlenbestand.
- Auf dem Felde (He): Großes Feld als Rekultivierungsfläche nach dem Tagebau „Zukunft-West“.
- Auf dem Höfchen (Be): Nördlicher Bebauungsrest der Weierstraße nach dem Bau der Bahnstrecke Köln-Aachen 1841. An ihrem südlichen Ende befindet sich eine Fußgängerunterführung zur Weierstraße.
- Auf dem Hügel (Dü): Der Hörschberg, nach welchem die benachbarte Straße Am Hörschberg benannt ist.
- Auf dem Ichenberge (Röt, Sti): Name der Hüttenstraße von 1883 bis 1900 (oberer Teil) und der Straße Ichenberg von 1883 bis 1939 (unterer Teil). Ichenberg.
- Auf dem Pesch (Ww): Flurbezeichnung. Ein Pesch ist eine schon zur Römerzeit angelegte Weide. Der Name stammt von Lateinisch „pascuum“ (= Weide): vergleiche französisch „pâturage, pâturer, pasteur“ (= Weideplatz, weiden, Hirte/Pfarrer).
- Auf den Hufen (Kw): Flurbezeichnung am Haus Kambach. Eine Hufe war ein Durchschnittsmaß bäuerlichen Grundbesitzes im Mittelalter.
- Auf der Heide (Wh): Heidelandschaft.
- (1) Auf der Kippe (Autobahnparkplatz): Auf Eschweiler Stadtgebiet befand sich der Autobahnrastplatz „Auf der Kippe“ an der A 4 in Richtung Aachen nördlichen des Waldes „Auf der Kippe“ bei Wardenslinde-Vöckelsberg bis September 2004, als er wegen des Ausbaus der A 4 und der neuen Anschlussstelle Eschweiler-Ost entfernt wurde.
- (2) Auf der Kippe (Halde): Waldstück, bewaldete Halde bei Wardenslinde-Vöckelsberg. Mittlere Höhe 169,2 m ü. NN, relativ zur Umgebung rund 35 m. Umgeben von einem 50 bis 100 m breiten Waldsaum. Südlich entlang verläuft die Pfarrer-Appelrath-Straße. Die Verkippung erfolgte durch die BIAG Zukunft von 1917 bis 1937.
- Auf der Komm (Nord): Flurbezeichnung nach Herrengutfeldern des Kirschenhofs.
- Auf der Merz (SJ): Flurname am dortigen Merzbach. (projektiert. Lage am Georgsweg östlich Merzbachstraße)
- August-Bebel-Straße (He): Sozialdemokrat August Bebel.
- August-Schmidt-Straße (Dü): Dortmunder Gewerkschafter und Bundesverdienstkreuzträger August Schmidt (1878–1965). Hieß bis 1972 Feldstraße.
- August-Thyssen-Straße (West): 1842 in Eschweiler geborener Industrieller, Konzerngründer und Eschweiler Ehrenbürger August Thyssen. Hieß bis 1965 Industriestraße, davor Schmiedegäßchen, noch früher Fauler Weg (vergleiche hierzu Namensgebung der benachbarten Vulligstraße).

### B
- (1) Bachstraße (Ww): Mühlenbach von Rößlersmühle.
- (2) Bachstraße (Nord): Name der Indestraße zwischen Wollenweberstraße und Peilsgasse bis 1972. Sie war das Teilstück zwischen Wollenweberstraße und Schützenstraße. Benannt nach dem Bach (Eischwiele Platt: de Baach), einer alten umgangssprachlichen Bezeichnung für die Inde.
- (3) Bachstraße (Ha): Name des südlichen Teilstücks der Quellstraße bis 1932.
- (4) Bachstraße (Röhe): Name des nördlichen Teilstücks der Nickelstraße bis 1905.
- Backsteinweg (Röt): Ziegelbrennereibegriff wie üblich dort im Ringofen-Viertel.
- Bahnhofsplatz (Röt): Name des Reigate & Banstead-Platzes am Eschweiler Hauptbahnhof von 1900 bis 1989.
- (1) Bahnhofstraße (No): Name der Hohen Straße bis 1932.
- (2) Bahnhofstraße (Röt): Name der Johanna-Neuman-Straße am Eschweiler Hauptbahnhof bis 1955.
- (1) Bahnstraße (Röt): Name der Eisenbahnstraße von 1883 bis 1900.
- (2) Bahnstraße (Süd): Name der Talstraße von 1883 bis 1898.
- Balaklavastraße (Süd): Name der Uferstraße bis 1861. Benannt nach der ukrainischen Stadt am Schwarzen Meer, wo am 25. Oktober 1854 die Schlacht von Balaklawa zugunsten der französisch-britischen Truppen während des Krimkriegs stattfand. An dem Eckhaus Neustraße / Uferstraße erinnert noch ein in Sandstein gehauenes Schild daran.
- Baptistastraße (Hü): Patron St. Johannes Baptist der dortigen Pfarre.
- (1) Barbarastraße (Pu): Patronin Barbara von Nikomedien der Bergleute, nach welcher auch die katholische Pfarrkirche St. Barbara in Pumpe-Stich benannt ist. Die Straße führte früher zur Notkirche De aal Keresch (= Die alte Kirche) im Schachtgebäude des Friedrichschachts.
- (2) Barbarastraße (Dü): Name der Martinstraße von 1959 bis 1972.
- (3) Barbarastraße (Kw): Name der Straße An der Festhalle bis 1972.
- (4) Barbarastraße (Ww): Name der Brigidastraße bis 1972.
- Baumschulenweg (Dü): Baumschule am südlichen Ortsausgang.
- Begauer Mühlenweg (Kw): Mühle der Begau, bis 1972 größtenteils auf Kinzweiler Gebiet, seitdem Stadtteil von Alsdorf.
- Begauer Straße (SJ): Nachbarort Begau.
- Bergrather Feld (Be): Flurbezeichnung.
- Bergrather Straße (Süd): Stadtteil Bergrath.
- Bergrather Weg (Röt): Name der Wilhelmstraße vor 1898.
- (1) Bergstraße (Wh): Steiler Geländeanstieg dort.
- (2) Bergstraße (Be): Name des östlichen Teilstücks der Zechenstraße zwischen Cäcilienstraße und Feldenendstraße von 1883 bis 1972.
- (3) Bergstraße (Röt): Name der Eisenbahnstraße vor 1883.
- (4) Bergstraße (NL): Name der Maarstraße bis 1972.
- Berliner Ring (Ww): Deutsche Hauptstadt Berlin. Hieß bis 1972 Goethestraße.
- Bernhard-Letterhaus-Straße (Ost): Politiker und NS-Opfer Bernhard Letterhaus.
- Bertolt-Brecht-Straße (Dü): Schriftsteller Bertolt Brecht. Autorenname wie überwiegend in diesem 2003 erschlossenen Neubaugebiet.
- Birkengangstraße (Wd): Ehemalige Eschweiler Grube Birkengang und Zinkhütte Birkengang. Hieß von 1959 bis 1982 Birkenstraße. „Birkengang“ und „Birkenstraße“ sind nach der auf mageren Steinkohleböden gedeihenden Birken benannt.
- Birkenstraße (Wd): Name der Birkengangstraße von 1959 bis 1982.
- Birkenweg (Dü): Name des Knappenwegs von 1960 bis 1972.
- Bismarckstraße (Süd): Deutscher Reichskanzler Otto von Bismarck. Hieß von 1883 bis 1933 Verbindungsstraße. Volksmündlicher Name: Kuhgasse.
- Blasiusstraße (Kw): Nach dem Pfarrpatron St. Blasius der dortigen Kirche.
- Blumenstraße (Ww): Blumenreiche, von 1900 bis 1916 aufgeschüttete Bergehalde. Hieß bis 1972 Parkstraße.
- Bohler Heide: Flurbezeichnung im Eschweiler Stadtwald.
- Bohler Straße (Vr): Stadtteil Bohl.
- Bongarder Hof (Hü): Ehemaliges Haus Bongart im Bovenberger Wald, seit dem 18. Jahrhundert eine Ruine.
- Bonhoefferstraße (Dü): Evangelischer Geistlicher Dietrich Bonhoeffer. Hieß von 1965 bis 1972 Martin-Luther-Straße.
- Bonifatiusstraße (Dü): Patron der Kirche St. Bonifatius.
- Bourheimer Straße (Fr): Benachbarter Jülicher Stadtteil Bourheim.
- Bourscheidtstraße (Röt): Familie Bourscheidt und Franz Freiherr von Bourscheidt (1860 - 1941), ehemalige Besitzer der Burg Röthgen.
- Bovenberg (No): Ehemaliges Gut Bovenberg.
- Brauhausstraße: Ehemalige Bierbrauerei Pelzer-Walbeck, 1965 abgerissen.
- Breite Straße (Dü): Name der Dürener Straße um 1340.
- (1) Breslauer Straße (Dü): Ehemals ostdeutsche Stadt Breslau.
- (2) Breslauer Straße (Ww): Name der Gerhart-Hauptmann-Straße bis 1972.
- Brigidastraße (Ww): Zweite Pfarrpatronin Brigida von Kildare. Hieß bis 1972 Barbarastraße.
- Broicher Pfad (Dü): Rittersitz Broicher Hof und die Familien von Broich. Hieß bis 1972 Eschweiler Pfädchen.
- Broicher Weg (Dü): Name der Konrad-Adenauer-Straße bis 1967 und der Sebastianusstraße bis 1960. Beide Straßen bilden einen durchgehenden Straßenzug; Grenze ist die Römerstraße.
- Brückenstraße (No): Brücke über den Omerbach. Hieß bis 1932 Neustraße.
- Brunnenhof (Nord): Bei Bauarbeiten in den 1980er Jahren wurden Brunnen aus dem 15. bis 19. Jahrhundert entdeckt.
- Buchenstraße (Ost): Name der Sternheimstraße bis 1978.
- Buchenweg (Dü): Baum Buche. Botanischer Name wie überwiegend in diesem Viertel.
- (1) Burgstraße (Röt): Burg Röthgen. Der in Richtung Süden abzweigende Weg hieß bis 1972 Aachener Pfad. Das östliche Teilstück zwischen Jägerspfad und Feldstraße hieß Neuer Weg.
- (2) Burgstraße (Kw): Name der Kambachstraße von 1954 bis 1972. Haus Kambach.
- (3) Burgstraße (Süd): Name der Englerthstraße bis 1897. Burg Eschweiler.
- Burgweg (Ww): Burg Weisweiler.
- Buschweg (Röt): Gerodeter Busch für die Siedlung Jägerspfad.

### C
- Cäcilienstraße (No): Pfarrpatronin St. Cäcilia von Rom. Die östliche Hälfte hieß bis 1932 Hauptstraße, die westliche Hälfte Eschweilerstraße.
- Carbynstraße: Neunter Eschweiler Bürgermeister Ludwig Carbyn, nach welchem ebenfalls die Ludwigstraße benannt wurde.
- Carl-Diem-Straße (West): Name der Franz-Rüth-Straße bis 2002. Sportfunktionär Carl Diem.
- Carl-Zeiss-Straße (Ww): Mathematiker und Industrieller Carl Zeiss. Industrieller wie überwiegend in dem Industrie- und Gewerbepark.
- Casinostraße (Nord): Name der Peter-Liesen-Straße bis 1916.
- Chaussée d’Aix-la-Chapelle (Röhe): Name der Aachener Straße während der Franzosenzeit von 1794 bis 1815.
- Concordiastraße (Kw): Name der Valentinstraße bis 1972. Siehe auch Konkordiastraße.
- (1) Concordiaweg (Sti): Andere Schreibung des Konkordiawegs.
- (2) Concordiaweg (Sti): Name des Hoeschwegs bis 1957.

### D
- Dahlienweg (Ost): Blume Dahlie. Blumenname wie überwiegend in diesem Viertel.
- Dampfziegelei (Röt): Ziegelbrennereibegriff wie üblich dort im Ringofen-Viertel.
- Danziger Straße (Vb): Ehemals ostdeutsche Stadt Danzig wie überwiegend in diesem Viertel.
- Dechant-Deckers-Straße (Süd): Dechant und Oberpfarrer Matthias Deckers.
- Dechant-Kirschbaum-Straße (West): Heinrich Kirschbaum (1925 – 1937), Kaplan, anschließend Pfarrer und Dechant bis 1972 an St. Peter und Paul.
- Demmerstraße (Süd): Name der Martin-Luther-Straße zwischen Neustraße und Hompeschstraße von 1925 bis 1966. Demmer (1883 – 1901), erster Pfarrer der evangelischen Kirche.
- Domtalweg (NL): Flurbezeichnung nach Besitzrechten des Kölner Doms.
- (1) Dorfstraße (Fr): Name der Straße Fronhoven bis 1972.
- (2) Dorfstraße (Röhe): Name des südlichen Teilstücks der Nickelstraße bis 1903.
- (3) Dorfstraße (SJ): Name des Georgswegs und der Neusener Straße bis 1963.
- Dornweißstraße (Dü): Interpretation des Namens Dürwiß als „Dorn“ + „Wiese“.
- Dreieckstraße (Nord): Straßenbahn-Dreieck der ASEAG-Linien nach Aachen, Alsdorf und Eschweiler bis in die 1960er Jahre. Hieß Lausgracht bis 1905.
- Dreiers Gärten (Nord): Gärten im dortigen Viertel dort; siehe auch Gartenstraße, Parkstraße, Englerthsgärten.
- Dr.-Gilles-Straße (Ww): Weisweiler Arzt und Werksarzt der BIAG Zukunft Gilles (1906 – 1944), starb bei Hilfeleistungen während der Frontkämpfe 1944. Hieß bis 1972 Schulstraße.
- Dr.-Hans-Böckler-Straße (Ost): Name der Heinrich-Imig-Straße bis 1972; siehe auch: Hans-Böckler-Straße.
- (1) Driesch (Nord): Platz zwischen Friedhof, Inde und Schlachthof (1896 erbaut), unter anderem genutzt für Verbraucherschauen, Kirmessen, Schützenbruderschaften, und Zirkusse. In Eischwiele Platt: Dreesch. Driesch bedeutet Brache, Brachfeld.
- (2) Driesch (He): Name des Nebensträßchens der Kinzweilerstraße bis 1980.
- Drieschstraße (Nord): Straße zum Drieschplatz.
- Drosselweg (Be): Vogel Drossel. Von West nach Ost liegen dort aufgereiht Amsel-, Drosselweg, Finkenweg, Starenweg und Schwalbenweg.
- (1) Dürener Straße (östlicher Abschnitt B 264) (Nord): Kreisstadt Düren des Nachbarkreises. Das östliche Teilstück zwischen Eschweiler-Ost und Weisweiler hieß Eschweiler Straße bis 1972: Eschweiler Straße 96 und 98 beispielsweise sind seitdem Dürener Straße 515 und 513. Hieß um 1800 Hauptstraße und um 1340 Breite Straße.
- (2) Dürener Straße (Ww): Name der Langerweher Straße bis 1972.
- Dürwißer Kirchweg (Dü): Weg nahe der Kirche St. Bonifatius. Hieß bis 1982 Kirchweg.
- Dürwißer Straße (Ww): Stadtteil Dürwiß.

### E
- Ebertstraße (Nord): Name der Von-Humboldt-Straße von 1945 bis 1972. 1933 beschloss der Eschweiler NS-Stadtrat die Umbenennung der Ebertstraße in Hermann-Göring-Straße. Es kam jedoch nicht dazu, da die Reichsleitung der NSDAP Benennungen nach noch lebenden NS-Politikern – ausgenommen Hitler – untersagte. Die Ebertstraße wurde später in Klaus-Clemens-Straße umbenannt, nach dem Zweiten Weltkrieg in Von-Humboldt-Straße. Siehe: Friedrich-Ebert-Straße.
- Eduard-Mörike-Platz (Ost): Lyriker Eduard Mörike. Hieß bis 1950 Westplatz.
- Eduard-Mörike-Straße (Ost): Lyriker Eduard Mörike. Hieß bis 1950 Weststraße.
- Eduardstraße (Pu): Eduard Othberg (1841 – 1919), Bergrat beim EBV von 1877 bis 1910; siehe auch: Sofienstraße.
- Eiche (He): Ehemaliges Gut „An den Eichen“ aus dem 16. Jahrhundert.
- Eichendorffstraße (Vb): Dichter Joseph Freiherr von Eichendorff.
- Eichenstraße (Dü): Baum Eiche. Baumname wie überwiegend in diesem Viertel.
- Eifelstraße (Be, No): Landschaft Eifel.
- Einhardstraße (Röt): Geschichtsschreiber Einhard, welcher Eschweiler 828 erstmals erwähnte.
- Eisenbahnstraße (Röt): Führt zum Eschweiler Hauptbahnhof. Hieß von 1883 bis 1900 Bahnstraße, davor Bergstraße.
- Eisenmühlenstraße (Hü): Eisenmühle aus dem 18. Jahrhundert.
- Ekkehardstraße (Be): Ekkehard ist der Name mehrerer St. Gallener Mönche aus dem 10. und 11. Jahrhundert sowie eines Abts und Heiligen aus dem 11. Jahrhundert.
- Elbinger Straße (Vb): Ehemals ostdeutsche Stadt Elbing wie überwiegend in diesem Viertel.
- Elektrowerk (Ww): Ehemalige Zufahrt zum Elektrowerk Weisweiler
- Elisabethweg (Pu): Elise Reuleaux, Mutter von Franz Reuleaux.
- Elsassstraße (He): Landschaft Elsass.
- Englerthsgärten (Nord): Ehemalige Gärten des Kirschenhofs der Familie Englerth.
- Englerthstraße (Süd): Familie Englerth: unter anderem Besitzer der Eschweiler Burg, Bergwerksbesitzer, Gründer des EBV, Bürgermeister. Hieß bis 1897 Burgstraße, weil sich hier der ursprüngliche Eingang zur Burg und zum späteren St. Antonius-Hospital befand.
- Erbericher Straße (NL): Abgebaggerter Stadtteil Erberich.
- Erftstraße (Röhe): Flurbezeichnung für Erbland. Wird häufig falsch „Erftstraße“ genannt, wegen des Flusses Erft und weil „Erf“ im Eischwiele Platt eine Bezeichnung für Schmutz und Dreck ist.
- Erich-Kästner-Straße (Dü): Schriftsteller Erich Kästner. Autorenname wie überwiegend in diesem 2003 erschlossenen Neubaugebiet.
- Erikaweg (Wd): Pflanze Erika. Botanischer Name wie überwiegend in diesem Stadtteil.
- Erlenweg (Dü): Baum Erle. Baumname wie überwiegend in diesem Viertel.
- Ernst-Abbe-Straße (Ww): Physiker und Industrieller Ernst Abbe. Industrieller wie überwiegend in dem Industrie- und Gewerbepark.
- Eschenweg (Dü): Baum Esche. Baumname wie überwiegend in diesem Viertel.
- Eschweiler Pfädchen (Dü): Name des Broicher Pfades bis 1972.
- (1) Eschweilerstraße (Dü): Name des Teilstücks der Jülicher Straße zwischen Eschweiler und Hans-Böckler-Straße bis 1972. Während der Zeit des Nationalsozialismus hieß sie Adolf-Hitler-Straße.
- (2) Eschweilerstraße (No): Name der westlichen Hälfte der Cäcilienstraße bis 1932.
- (3) Eschweiler Straße (Ww): Name der östlichen Dürener Straße bis 1972.

### F
- Fauler Weg (West): Ursprünglicher Name der August-Thyssen-Straße.
- Feldbrandweg (Röt): Ziegelbrennereibegriff wie üblich dort im Ringofen-Viertel.
- Feldenendstraße (Be): Eschweiler Grubenfeld Feldend; siehe auch: Am Buschend.
- (1) Feldstraße (Röt): Stichstraße ins Feld.
- (2) Feldstraße (Dü): Name der August-Schmidt-Straße bis 1972.
- (3) Feldstraße (He): Name der Kreuzstraße bis 1972.
- Filzengraben (Ww): Ehemalige Filzfabrik, und verlief nördlich eines Mühlengrabens.
- Finkenweg (Be): Vogel Fink. Von West nach Ost liegen dort aufgereiht Amsel-, Drosselweg, Finkenweg, Starenweg und Schwalbenweg.
- Fischerstraße (Röt): Ferdinand Fischer, achter Bürgermeister von Eschweiler von 1880 bis 1902.
- Fliederweg (Ost): Blume Flieder. Blumenname wie überwiegend in diesem Viertel.
- Floraweg (Ww): Blumenreiche Anfahrtsstraße zur zwischen 1904 und 1910 angeschütteten und ab 1966 bebauten Weisweiler Kippe.
- Florianweg (Röt): Schutzheiliger St. Florian der Feuerwehr wegen der 1989 dort eingeweihten Eschweiler Hauptfeuerwehrwache.
- Fontanestraße (Ost): Dichter Theodor Fontane. Schriftstellername wie überwiegend in diesem Viertel. Hieß im Volksmund Scholls Gässchen.
- Frankenplatz (Ww): Franken, die dort siedelten. Hieß bis 1972 Markt.
- Franz-Gessen-Straße (Ww): Franz Gessen (1891 – 1969), Arbeitsdirektor der BIAG Zukunft. Hieß bis 1957 Rößlerweg.
- Franz-Liszt-Straße (Nord): Komponist Franz von Liszt. Künstlername wie überwiegend in diesem Viertel.
- Franz-Marc-Straße (Nord): Maler Franz Marc. Künstlername wie überwiegend in diesem Viertel. (projektiert. Lage an der Kreuzung Hehlrather Straße und Grünewaldstraße)
- Franz-Rüth-Straße (West): Werkmeister, Lokalpolitiker und Bundesverdienstkreuzträger Franz Rüth (1902 – 1992). Hieß bis 2002 Carl-Diem-Straße.
- Franzstraße (Süd): Franz Rosen (1849 – 1912), einer der Brüder Franz und Joseph Rosen; siehe auch: Hermann-Göring-Straße, Rosenallee. Während der Zeit des Nationalsozialismus hieß sie Robert-Ley-Straße.
- Freiheitsstraße (No): Name der Pfarrer-Krings-Straße von 1932 bis 1966.
- Freiherr-vom-Stein-Straße (Dü): Preußischer Staatsmann Heinrich Friedrich Karl vom Stein.
- (1) Friedensstraße (Nord): Führt zum 1813 eingerichteten evangelischen Friedhof.
- (2) Friedensstraße (Dü): Name der Kurt-Schumacher-Straße bis 1973.
- (3) Friedensstraße (He): Name der Spessartstraße bis 1972.
- (4) Friedensstraße (Sn): Name des Schwarzen Wegs bis 1932.
- Friedhofsweg (Sti): Führt zum 1899 eingesegneten Waldfriedhof.
- Friedrich-Ebert-Straße (Dü): Reichspräsident Friedrich Ebert; siehe auch: Ebertstraße.
- Friedrichstraße (Pu): Führte zum Förderschacht „Friedrich-Wilhelm“ der Grube Centrum bis 1873, benannt nach dem preußischen Kronprinz Friedrich Wilhelm IV., welcher 1833 und 1839 Eschweiler besuchte.
- Fronhoven (Fr): Hauptstraße im verbliebenen Ostteil Fronhovens. Hieß bis 1972 Dorfstraße.
- Fronhovener Straße (Dü): Stadtteil Fronhoven.
- Fronstraße (NL): Ehemaliger Fronhof im benachbarten Fronhoven. Hieß bis 1972 Mühlenweg.
- Fuchshofweg (Dü): Ehemaliger, 1928 niedergebrannter Bauernhof Fuchshof.
- Funkengasse (Nord): Familie Funken. Hieß auch Patterngasse beziehungsweise Kouragegasse.

### G
- (1) Gartenstraße (Nord): Benannt nach den großen Gärten und Parks der dortigen Anwesen.
- (2) Gartenstraße (Dü): Name der Heinrich-Heine-Straße von 1963 bis 1972.
- (3) Gartenstraße (He): Name der Schwarzwaldstraße bis 1972.
- Gasthausstraße (Dü): Mittelalterliches Gasthaus an alter Römerstraße.
- Georgsweg (SJ): Heiliger Georg, dem Namenspatron des Ortes. Der französische Name von St. Jöris war St. George. Hieß bis 1963 Dorfstraße, von 1963 bis 1973 Von-Bongart-Straße.
- Gerhard-Meiß-Straße (Kw): Gerhard Meiß (1916 – 1981), 1948 bis 1961 Bürgermeister von Kinzweiler, Kreistagsabgeordneter sowie Stadtverordneter in Eschweiler von 1972 bis 1979, Bundesverdienstkreuzträger.
- Gerhart-Hauptmann-Straße (Ww): Schriftsteller Gerhart Hauptmann. Hieß bis 1972 Breslauer Straße.
- Gesundheitstraße (Süd): Name der Neustraße bis 1861. An dem Eckhaus Neustraße / Uferstraße erinnert noch ein in Stein gehauenes Schild daran.
- Glücksburg (Röhe): Ehemalige Zeche und Erzgrube Glücksburg.
- Goerdtstraße (Röhe): Familien- oder Vorname Goerdt, Gerd.
- (1) Goethestraße (Dü): Dichter Johann Wolfgang von Goethe.
- (2) Goethestraße (Ww): Name des Berliner Rings bis 1972.
- Götz-Briefs-Weg (Nord): In Eschweiler geborener Nationalökonom und Sozialphilosoph Götz Briefs.
- Grabenstraße (Nord, Süd): Westliche Einfriedung des alten Marktfleckens Eschweiler mit Stadtmauer und Graben (an mehreren Stellen nachgewiesen). Der nördliche, ältere Teil wird im Volksmund „Verlängerte Grabenstraße“ genannt; der Teil südlich der Inde, seit 1974 die älteste Fußgängerzone des Kreises Aachen, hieß bis 1883 Neugrabenstraße.
- (1) Grachtstraße (Be): Flurname Hundsgracht.
- (2) Grachtstraße (Hü): Name der Straße In der Gracht bis 1972.
- Graeserstraße (Be): Johann Heinrich Graeser, Bergmeister und Grubendirektor des Eschweiler Bergwerksvereins EBV von 1801 bis 1847. Nach ihm ist das „Graeserhaus“ auf Pumpe benannt.
- Gressenicher Straße (Ha): Nachbargemeinde Gressenich. Hieß bis 1932 Hauptstraße.
- Grüner Weg (Nord): Weist wie Grünstraße auf Römerstraße hin.
- Grünewaldstraße (Nord): Maler Mathias Grünewald. Künstlername wie überwiegend in diesem Viertel. Oft falsch „Grunewaldstraße“ wegen des Berliner Grunewalds genannt.
- Grünstraße (Dü): Weist wie Grüner Weg auf Römerstraße hin.
- Gutenbergstraße (West): Erfinder der Buchdruckkunst Johannes Gutenberg.

### H
- Hagedornweg (Wd): Pflanze Hagedorn. Botanischer Name wie überwiegend in diesem Stadtteil.
- Hainbuchenweg (Dü): Baum Hainbuche. Botanischer Name wie überwiegend in diesem Viertel.
- Haldenstraße (Wh): Liegt zwischen den Bergehalden „Floraweg“ und „Auf dem Nierchen“.
- Hamicher Weg (Ha): Nachbarortschaft Hamich. Die Straße wurde auf dem Bahnkörper der 1954 eingestellten Straßenbahnlinie 32 (Eschweiler – Hamich) angelegt.
- Hans-Böckler-Straße (Dü): Gewerkschaftsführer Hans Böckler. Hieß bis 1972 Kolpingstraße; siehe auch: Dr.-Hans-Böckler-Straße.
- Hans-Leyers-Weg (Ww): Hans Leyers (1896–1981), Generalmajor der Wehrmacht, Mitbesitzer von Haus Palant seit 1917. Er stiftete die Burg Weisweiler der evangelischen Gemeinde.
- Harbigstraße (Dü): Leichtathletikweltrekordler Rudolf Harbig.
- Harzstraße (Bo): Mittelgebirgszug Harz. Gebirgsname wie überwiegend in diesem Stadtteil.
- Hastenrather Schule (Ha): Hastenrather Volksschulgebäude (1893 – 2001).
- Hastenrather Weg (Be): Stadtteil Hastenrath.
- (1) Hauptstraße (Ww): Zentrale Straße Weisweilers.
- (2) Hauptstraße (Dü): Name des Teilstücks der Jülicher Straße zwischen Hans-Böckler-Straße und Eichenstraße bis 1972. Zentrale Straße von Dürwiß.
- (3) Hauptstraße (Ha): Name der Gressenicher Straße bis 1932.
- (4) Hauptstraße (No): Name der östlichen Hälfte der Cäcilienstraße bis 1932.
- (5) Hauptstraße (Röhe): Name des südlichen Teilstücks der Nickelstraße von 1903 bis 1972.
- (6) Hauptstraße (Nord): Name der Dürener Straße um 1800. Dürener Straße 93 beispielsweise war damals Hauptstraße 324.
- (7) Hauptstraße (Sn): Name der Scherpenseeler Straße bis 1932.
- Hausener Straße (Fr) Nach Weiler Hausen
- Hehlrather Straße (Nord): Stadtteil Hehlrath.
- Heibachstraße (Be): Bach Heibach, heute größtenteils Bergrather Fließ. Hei bedeutet Moor.
- Heidesiedlung (Wh): Heidelandschaft. Hieß bis 1946 Schlageter-Siedlung.
- Heidestraße (Wd): Heidelandschaft nordwestlich der Donnerberg-Kaserne Eschweiler. Botanischer Name wie überwiegend in diesem Stadtteil.
- Heinrich-Heine-Straße (Dü): Schriftsteller Heinrich Heine. Hieß von 1963 bis 1972 Gartenstraße.
- Heinrich-Imig-Straße (Ost): Gewerkschaftsführer Heinrich Imig. Hieß ursprünglich Dr.-Hans-Böckler-Straße. Hieß bis 1972 Dr.-Hans-Böckler-Straße.
- Heinrichsallee (Pu): Heinrichsschacht der Grube Centrum, welcher wiederum nach Ernst Heinrich von Dechen benannt wurde.
- Heinrichsweg (Röt): Ernst Heinrich von Dechen, Oberberghauptmann des EBV. Zugleich Weg zum Heinrichsschacht der Grube Centrum.
- Heinrich-von-Berg-Weg (Röt): Lokalpolitiker und Bundesverdienstkreuzträger Heinrich von Berg (1912 – 1982).
- Heisterner Straße (No): Nachbarortschaft Heistern.
- Herbert-Hintzen-Ring (Ww): Inoffizieller Name des südwestlichen Kreisverkehrs der Ernst-Abbe-Straße nach der Spedition Herbert Hintzen, die sich dort befindet.
- Hermann-Göring-Straße (Nord): siehe Ebertstraße.
- Hermann-Hollerith-Straße (Ww): Ingenieur und Industrieller Herman Hollerith. Industrieller wie überwiegend in dem Industrie- und Gewerbepark.
- Hermann-Löns-Anger (Röt): Liederschreiber Hermann Löns. Hieß von 1939 bis 1959 Angerstraße.
- Hermann-Löns-Straße (Wh): Liederschreiber Hermann Löns.
- Herrenfeldchen (Bo): Vermutlich Gehöft Herrenhof aus dem 15. Jahrhundert.
- (1) Hindenburgstraße (Nord): Name der Preyerstraße und Peter-Liesen-Straße von 1916 bis 1946.
- (2) Hindenburgstraße (Ww): Name der Hauptstraße während der Zeit des Nationalsozialismus.
- Hochbrückerweg (Ww): Brücke über den Mühlengraben.
- Höhenweg (Wh): Verläuft entlang der Höhe nördlich parallel zur Eisenbahntrasse Köln-Aachen. Hieß bis 1972 Waldstraße.
- Hölderlinstraße (Ost): Dichter Friedrich Hölderlin. Schriftstellername wie überwiegend in diesem Viertel.
- Hoeschweg (Pu): Stahlindustrielle Hoesch. Hieß bis 1957 Concordiaweg.
- Hofstraße (No): Nothberger Hof.
- Hohe Straße (No): Führt vom Nothberger Hof hoch zum Haltepunkt und zur Knippmühle. Hieß bis 1932 Bahnhofstraße. Das nördlich verlaufende Querteilstück heißt seit 1985 Zur alten Kirche.
- Hompeschstraße: Die Freiherren von Hompesch, Schultheiße und Burgherren von Eschweiler seit 1630. Hieß Rudolf-Neubrand-Straße von 1941 bis 1945.
- Horst-Wessel-Straße: Name der Judenstraße (heute Teil der Indestraße) während der Zeit des Nationalsozialismus. Am 31. März 1933 benannt nach Horst Wessel.
- Hospitalgasse (Süd): Gasse entlang der Südseite des St. Antonius-Hospitals. Hieß bis 1979 Rathausgasse.
- Hospitalstraße: Ehemaliger Name der Englerthstraße.
- Hovener Straße (Ww): Ehemaliger Gutshof Hoven aus dem 16. Jahrhundert.
- Hovermühle (Ost): Ehemalige Getreide- und Ölmühle aus dem 15. Jahrhundert beim Gut Hoven.
- Hubert-Rößler-Weg (Ww): Hubert Rößler (1805–1888) Müller und Fabrikant in Weisweiler. Fußrundweg um die Weisweiler Halde.
- Hubertusrunde (Be): Inoffizieller Name des Kreisverkehrs an der Kopfstraße. Benennung zum 125-jährigen Jubiläum der Schützenbruderschaft.
- Hubertusstraße (Be): Patron der Schützenbruderschaft St. Hubertus von 1868. Hieß bis 1918 Schachtstraße und vorher Wilhelmstraße.
- Hücheln (Hü): Name des östlichen, im Ort Hücheln verlaufenden Teils der Hüchelner Straße bis 1959.
- Hüchelner Benden (Hü): Flurbezeichnung. Ein Bend ist eine umzäunte Weide oder Wiese.
- Hüchelner Straße (Hü, No): Stadtteil Hücheln. Hieß bis 1959 im Ort Hücheln Hücheln.
- Hüttenstraße (Röt, Sti): Hochofenwerk „Concordia-Hütte“ (1853 – 1944). Hieß von 1883 bis 1900 Auf dem Ichenberge als oberer Teil dieser Straße und war eine Privatstraße des Eschweiler Bergwerksvereins EBV.
- Hugo-Merckens-Straße (Nord): Nebensträßchen der Friedensstraße auf dem Gelände der ehemaligen Eisengießerei Radmacher und einem Teil des Parks der dortigen Villa Radmacher an der Jülicher Straße. Unternehmer Hugo Merckens.
- Hunsrückstraße (Bo): Mittelgebirgszug Hunsrück. Gebirgsname wie überwiegend in diesem Stadtteil.
- Huppertzbruch (Ha): Flurbezeichnung nach einem Sumpf im Besitz einer Familie Huppertz. (projektiert. Lage an der Käthe-Kruse-Straße)

### I

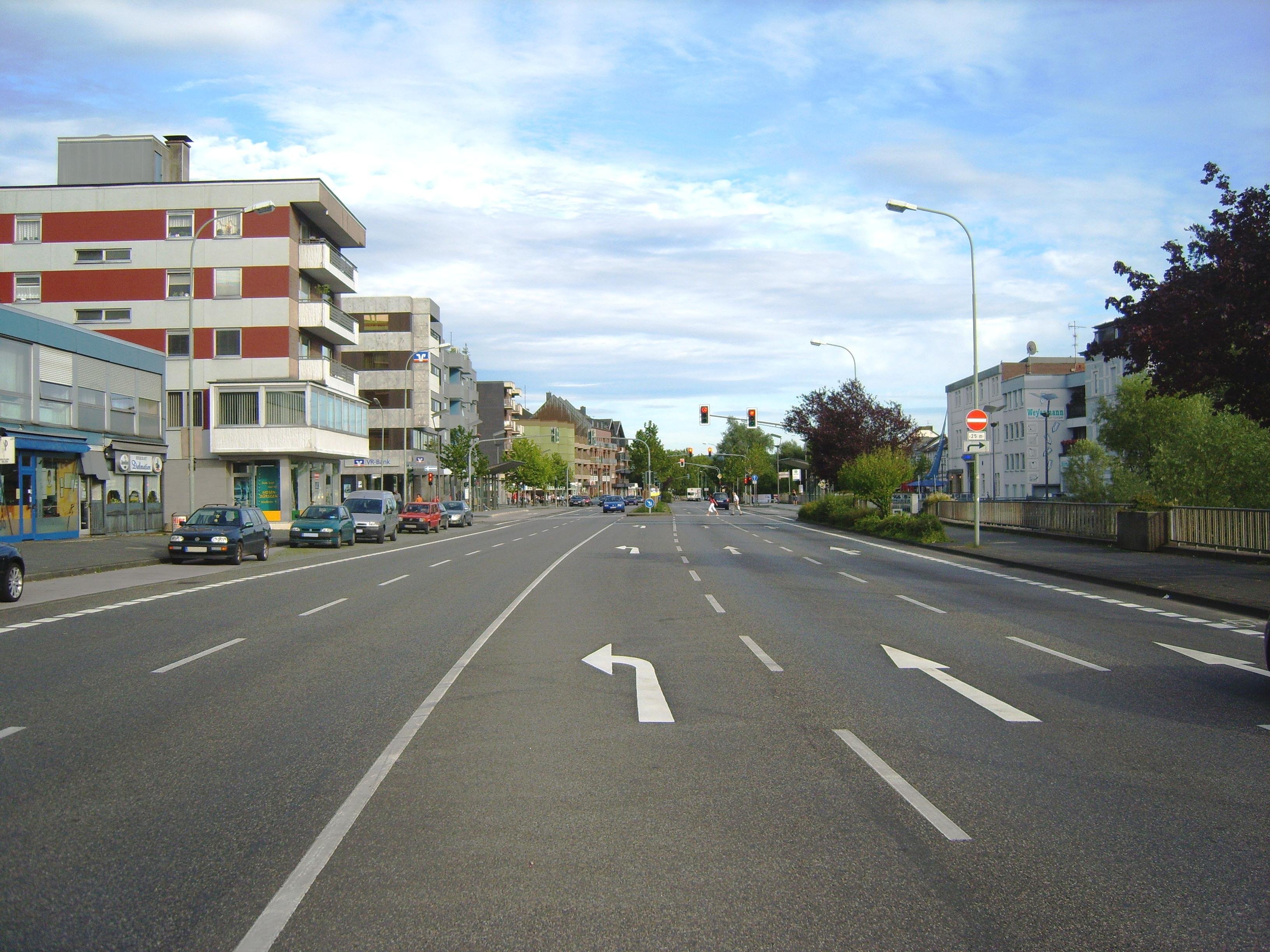
Die vierspurige Indestraße

- Ichenberg (Röt): Weg zum Ichenberg und zur dortigen Kohlengrube (1580 – 1828). Hieß von 1883 bis 1939 Auf dem Ichenberge als unterer Teil dieser Straße.
- Im Busch (SJ): Flurbezeichnung in Anlehnung an den Propsteier Wald.
- Im Eichelkamp (Ww): Flurbezeichnung mit Bezug auf Schweinemast mit Eichel.
- Im Felde (Be): Felder von Bergrath bis zur Hundsgracht.
- Im Hag (Röt): Hoher Baumbewuchs. Da nach dem Zweiten Weltkrieg das Bauland dort sehr günstig angeboten wurde, wird das Im Hag-Viertel im Volksmund „Hypothekenviertel“ genannt.
- Im Hasselt (Aue): Ehemaliges Kupferwalzwerk „Hasselter Mühle“. Haselnuss.
- Im Kamp (Röt): Flurbezeichnung. Kamp stammt von Lateinisch „campus“ (= Feld).
- Im Klostergarten (Nord): Ehemaliges Alexianerkloster (1909 – 1970).
- Im Korkus (Vr, No): Flurbezeichnung Korkus.
- Im Kuckuck (Ha): Flurbezeichnung. Ein Kuckert ist eine Art Sumpf.
- Im Padtkohl (Pu): Bergbauschacht „Padtkohl“ der Grube Centrum.
- Im Römerfeld (Hü): Am 23. August 1986 wurde eine Römersiedlung des 3. bis 1. Jahrhunderts v. Chr. am Ortsausgang von Hücheln gefunden. Die Siedlung Im Römerfeld steht auf den Resten eines römischen Prachthauses.
- Im Rott (SJ): Flurbezeichnung aufgrund einer Rodungsstelle des Propsteier Waldes.
- Im Sand (Süd): Name des Langwahns bis 1821.
- Im Steinbruch (No): Steinbruch am Otterbach.
- Im Stollen (Ha): Stollen der Grube Albert.
- Im Tempel (Sn): Flurbezeichnung wahrscheinlich nach einer römischen Kultstätte.
- Im Wiesenhang (Ha): Wiesenhanggelände.
- Im Winkel (Dü): Nordöstliches Bebauungsende der Ortschaft.
- In den Benden (No): Flurbezeichnung und Standort der Bendenmühle. Ein Bend ist eine umzäunte Weide oder Wiese.
- In den Burgwiesen (Ww): Wiesen der Burg Weisweiler.
- Indepromenade (Süd): Fußgängerweg südlich entlang der Inde zwischen Langwahnbrücke und Fußgängerbrücke Kochsgasse.
- In der Aue (No): Name der Straße Am Omerbach bis 1927.
- In der Gracht (Hü): Gracht Richtung Wenau. Hieß bis 1972 Grachtstraße.
- In der Krause (Ww): Flurbezeichnung in Anlehnung an Krausgärten. Das östlich verlaufende Querteilstück heißt seit 1993 Max-Planck-Straße.
- In der Schleh (No): Flurbezeichnung nach der Pflanze Schlehe oder nach einem Abhang.
- Indestraße (B 264) (Nord): In den 1960er und 1970er Jahren ließ die neue Indestraße die alten Straßennamen (von West nach Ost) Mühlenstraße, Knickertsberg, Judenstraße, Bachstraße und Schützenstraße verschwinden. Am 30. September 1980 findet die offizielle Übergabe der Indestraße durch den NRW-Verkehrsminister Joachimsen statt. Benannt nach dem parallel verlaufenden Fluss Inde.

Geschichte: Die nördlich der Inde gelegene und weitgehend von Kriegszerstörungen verschont gebliebene Altbausubstanz der Eschweiler Innenstadt und die dortigen Verkehrswege wurden in den 1950er Jahren als unzureichend eingestuft. Deshalb wurde ein den damaligen Vorstellungen entsprechendes Städtebau- und Verkehrskonzept mit dem Kernstück Indestraße als breite Ost-West-Straße mit 2-Richtungsfahrbahnen und Bundesstraßenstatus entlang einer zu begradigenden und hochwasserfreien Inde entworfen. Grundlage für den Neubau war im Juli 1962 eine Um- und Ausbauvereinbarung der Stadt mit dem Landschaftsverband Rheinland. Die im Dezember 1963 baureife Planung wurde im Juni 1965 vom Bundesministerium für Verkehr genehmigt. Im März 1966 begann der Bau der neuen Indestraße im Bauabschnitt 1a; einen kleinen Festakt leitete am 14. April 1966 ein Baggeraushub Ecke Steinstraße/Mühlenstraße ein. Bauabschnitt 2 begann im Dezember 1972, Abschnitt 3 im Januar 1977 zusammen mit dem Rathausneubau und Abschnitt 4 im März 1980. Im September 1980 wurden die 14-jährigen, unfallfreien Arbeiten beendet. Es wurden ca. 75.000 m³ Boden bewegt und 30.000 t Schwarzdeckenmaterial verlegt. Zusammen mit den 2,9 Mio. DM für die Ufermauern der Inde beliefen sich die Gesamtkosten auf 9,2 Mio. DM. Der Bund beteiligte sich mit rund 66 %, das Land mit 18 % und die Stadt mit 16 %.
Die Arbeiten an der Inde vollzogen sich von April 1961 bis Dezember 1979; beteiligt war auch der „Obere Indeverband“ (seit 1. Januar 1979 „Wasserverband Obere Inde und Vicht“, heute im „Wasserverband Eifel-Rur“ aufgegangen). Das neue Arbeitsamt wurde im Januar 1964 bezogen, der Bushof als erster des Landkreises Aachen im März selben Jahres in Betrieb genommen (beide Bauabschnitt 1) und das Neue Rathaus August 1979 eingeweiht.
Die Länge der Ausbaustrecke beträgt rund 2,7 km, die Gesamtfahrbahnbreite 13 m und die gesamte Verkehrsflächenbreite im Mittel ca. 24 m. An ihr liegen insgesamt 180 PKW-Parkplätze und 10 Busbuchten.
Im Jahre 2001 wurde der so genannte „Inde-Tunnel“, der die Indestraße als Tunnel von der Kochsgasse bis zur Bergrather Straße führen sollte, kontrovers diskutiert. Die geschätzten Baukosten betrugen 30 Mio. DM.
- Industriestraße (West): Name der August-Thyssen-Straße bis 1965.
- Inselstraße (Süd): Flurbezeichnung „Auf der Insel“. Dort bildeten die Inde und ein Nebenarm vor der Begradigung eine Insel um den Patternhof.
- Invalidenstraße (Röt): Straße zwischen Eschweiler Hauptbahnhof und Kreispflegehaus / Invalidenheim.

### J
- Jägerspfad (Röt, Sti): Ursprünglich Waldweg für Jäger. Der Straßenname wird stets mit Artikel benutzt, beispielsweise „Wir wohnen auf dem Jägerspfad.“
- (1) Jahnstraße (West): Vater des deutschen Turnwesens Friedrich Ludwig Jahn wegen des 1964 eingeweihten Sportzentrums mit Sport- und Schwimmhalle. Noch 1905 befinden sich auf dem Gelände mehrere Nebengleise der Eschweiler Talbahn, für die Eschweiler Drahtfabrik und für die Gasanstalt (spätere Licht und Kraft).
- (2) Jahnstraße (Dü): Name des Erlenwegs bis 1972.
- (3) Jahnstraße (Wh): Name der Olympiastraße bis 1972 wegen des dortigen Fußballplatzes.
- Jan-van-Werth-Straße (NL): Volksheld Jan van Werth des Herzogtums Jülich-Kleve-Berg. Hieß von 1968 bis 1972 Mittelstraße.
- Johanna-Neuman-Straße (Röt): Johanna Neuman (1882 – 1955), karitativ in Eschweiler tätige Mutter des Industriellen Fritz Neuman. Hieß bis 1955 Bahnhofstraße.
- Johannes-Rau-Platz (Nord): Bundespräsident Johannes Rau. Hieß bis 2006 Rathausplatz.
- Johannisstraße (Ww): Heiliger Johannes Baptist (der Täufer). Hieß Johanniterstraße um 1926.
- Josef-Artz-Straße (Be): Heimatmaler und Musiker Josef Artz (1899 – 1965).
- Josef-Nacken-Weg (Süd): Weg und Name einer Wohnanlage an der Straße An der Glocke in Stadtmitte. Dort stand früher eine Volksschule. Josef Nacken (1860 – 1922), Mitglied des Reichstages, Mitglied der deutschen Nationalversammlung und Lokalpolitiker.
- Josefstraße (Süd): Jugendheim St. Josef am Ende der Straße. Hieß bis 1905 Violengasse.
- Judenstraße (Nord): Name der Indestraße zwischen Graben- und Marktstraße bis 1972. Sie war das Teilstück zwischen Knickertsberg und Marktstraße. Während der Zeit des Nationalsozialismus hieß sie Horst-Wessel-Straße. April 1972 werden ihre letzten Wohn- und Geschäftshäuser abgerissen. Sie war eine traditionelle Einkaufsstraße Eschweilers im Gründerzeitstil, zum Teil nur 6 m breit. Benannt nach den Eschweiler Juden.
- Jülicher Straße (Nord, Dü): Benannt nach der Stadt Jülich, in deren Richtung sie verläuft; zudem gehörte Eschweiler mehrere Jahrhunderte zum Herzogtum Jülich und trägt einen Löwen im Stadtwappen. Hieß in der nördlichen Stadtmitte bis 1933 Poststraße und in Dürwiß bis 1972 Eschweiler Straße bis zur heutigen Nr. 233 (Einmündung Hans-Böckler-Straße). Die heutige Jülicher Straße hieß in ihrem nördlichen Abschnitt (Einmündung Eichenstraße) in Dürwiß bereits vor 1972 Jülicher Straße. Nr. 1 dieser alten Jülicher Straße ist seit 1972 Nr. 235 der neuen Jülicher Straße.

### K
- Käthe-Kollwitz-Straße (Dü): Graphikerin und Bildhauerin Käthe Kollwitz.
- Käthe-Kruse-Straße (Ha): Puppenherstellerin Käthe Kruse wegen des dortigen Kindergartens.
- Kaiserallee (Süd): Name der Kaiserstraße bis 1905.
- Kaiserstraße (Süd): Titel des Staatsoberhaupts des Deutschen Reiches Ende des 19. Jahrhunderts. Straße mit Hauptpost (1914/1915), Amtsgericht Eschweiler (1907) und Waschanstalt (1898, abgerissen 1979). Bebauung zusammen mit der Franzstraße begann 1899.
- Kaldenbachsgasse (Nord): Name der Peilsgasse bis spätestens 1882.
- Kalvarienbergstraße (Kw): Dortiger Wallfahrtsort Kalvarienberg. Hieß Aachener Weg bis 1972.
- Kambachstraße (Kw): Straße am Wasserschloss Haus Kambach und an dem Bach Kambach. Hieß Burgstraße von 1954 bis 1972.
- Kantstraße (Ww): Philosoph Immanuel Kant. Hieß Königsberger Straße bis 1972.
- Kapellenplatz (Kw): Name des Von-Trips-Platzes bis 1978.
- Kapellenstraße (Dü): Dortiger Bildstock.
- Kapellenweg (Sn): Weg von der Gressenicher Mühle zur 1894 errichteten Hubertus-Kapelle. Hieß bis 1885 Mühlengasse.
- Karl-Arnold-Straße (Dü): NRW-Ministerpräsident Karl Arnold.
- Karlstraße (Röt): Karl der Große. Noch 1905 reichte die Karlstraße nur bis zur Karlschule und wenige Schritte in die entgegengesetzte Richtung ohne Verbindung zur Talstraße.
- Kasernenstraße (Nord): Name der Preyerstraße bis 1955. Infanteriekaserne Eschweiler.
- Kastanienweg (Dü): Baum Kastanie. Botanischer Name wie überwiegend in diesem Viertel.
- Keerbenden (Sn): Flurbezeichnung. „Keer“ bedeutet hier Kehrtwende im Sinne von Grenze. Ein Bend ist eine umzäunte Weide oder Wiese.
- Kettelerstraße (Kw): Mainzer Bischof und Reichstagsabgeordneter Wilhelm Emmanuel von Ketteler. Hieß bis 1972 Kolpingstraße.
- Kiefernweg (Wd): Baum Kiefer. Botanischer Name wie überwiegend in diesem Stadtteil
- Killechensberg (Nord): Ursprünglicher Name des Knickertsberg.
- Killewittchen (Ha): Killewittchen.
- Kinzweilerstraße (He): Angrenzender Stadtteil Kinzweiler. Nebensträßchen am Friedhof hieß bis 1980 Driesch.
- Kirchgasse (No): Name der Pfarrer-Krings-Straße bis 1932.
- Kirchgäßchen (Kw): Inoffizieller Name des Weges zwischen der Kalvarienbergstraße und der Pfarrkirche St. Blasius.
- Kirchplatz (NL): Erinnert an den rechteckigen Kirchplatz im abgebaggerten Lohn.
- (1) Kirchstraße (Kw): Straße an der Kirche St. Blasius mit Zugang zum Kalvarienberg.
- (2) Kirchstraße (Ha): Name der Pfarrer-Funk-Straße bis 1932.
- (3) Kirchstraße (He): Name der Velauer Straße bis 1972.
- (4) Kirchstraße (SJ): Name der Neusener Straße von 1963 bis 1972.
- (5) Kirchstraße (Ww): Name der Severinstraße bis 1972.
- Kirchweg (Dü): Name des Dürwißer Kirchwegs bis 1982.
- Kläranlage: Name der Straße An der Wasserwiese bis 1972.
- Klapperstraße (He): Lepra- und Siechenhaus im 17. Jahrhundert, dessen Insassen mit Holzklappern andere Menschen warnen mussten.
- Klaus-Clemens-Straße (Nord): Name der Von-Humboldt-Straße während der Zeit des Nationalsozialismus. Beueler SA-Mann Klaus Clemens. Siehe: Ebertstraße.
- Klinkgasse (Ww): Gasse mit Knick, welche zur Kirche führt.
- Klosterweg (SJ): Zisterzienserinnenklosters.
- Knallgasse (Ww): Name des Filzengrabens um 1886.
- Knappenweg (Dü): Knappe. Hieß Birkenweg von 1960 bis 1972.
- Knickertsberg (Nord): Name der Indestraße zwischen Kochsgasse und Grabenstraße bis 1972. Der Knickertsberg war das Zwischenstück zwischen Mühlenstraße und Judenstraße. Ursprünglich hieß er Killechensberg, benannt nach einer alten Eschweiler Familie.
- Knippmühle (No): Öl-, Getreide-, Kupfer- und Messingmühlen, Flurbezeichnung „Auf dem Knipp“. Ein Knipp ist eine kleine, aber steile Erhebung.
- Kochsgasse [sprich wie in „des Kochs Gasse“] (Nord): Jahrhundertelang ansässige Familie Koch.
- Kölner Straße (B 264) (Ww): Umgehungsstraße Richtung Köln.
- Königsbenden (Ost): Flurbezeichnung. Ein Bend ist eine umzäunte Weide oder Wiese. „König“ bezieht sich auf den Königshof Karls des Großen.
- (1) Königsberger Straße (Vb): Ehemals ostdeutsche Stadt Königsberg wie überwiegend in diesem Viertel.
- (2) Königsberger Straße (Ww): Name der Kantstraße bis 1972. Königsberg ist die Geburts-, Wirkungs- und Sterbestätte Kants.
- (1) Kolpingstraße: Adolph Kolping und die in Eschweiler seit 1854 existierende Kolpingsfamilie. Eins der drei Eschweiler Kolpinghäuser liegt Ecke Peter-Paul-Straße / Kolpingstraße.
- (2) Kolpingstraße (Dü): Name der Hans-Böckler-Straße bis 1972.
- (3) Kolpingstraße (Kw): Name der Kettelerstraße bis 1972.
- Kommendenstraße (NL): Kirchliche Pfründe. Hieß von 1968 bis 1972 Am Hang.
- Kommstraße (Nord): Name der Peter-Liesen-Straße von 1946 bis 1956.
- Konkordiasiedlung (Sti): Eisenhütte „Concordia-Hütte“ am Ichenberger Tunnel.
- Konkordiastraße (Sti): Eisenhütte „Concordia-Hütte“ am Ichenberger Tunnel. Siehe auch Concordiastraße.
- Konkordiaweg (Sti): Eisenhütte „Concordia-Hütte“ am Ichenberger Tunnel. Andere Schreibung: Concordiaweg.
- Konrad-Adenauer-Straße (Dü): Bundeskanzler Konrad Adenauer. Hieß bis 1967 Broicher Weg.
- Konrad-Müller-Straße (Kw): Konrad Müller aus Langweiler, Zeppelinpionier von 1906 bis 1910. Hieß bis 1972 Mittelstraße.
- Kopernikusstraße (Ww): Astronom Nikolaus Kopernikus. Hieß bis 1972 Stettiner Straße, Umbenennung im Rahmen der Kommunalen Neugliederung zum 500. Geburtstag 1973 des Astronomen.
- Kopfstraße (Be): Kopf, das heißt Kuppe außerhalb einer Ortschaft. Hieß um 1780 Kopfsträßchen.
- Kouragegasse (Nord): Name der Funkengasse von etwa 1793 bis 1861.
- Kreuzstraße (He): 1777 errichtetes Hehlrather Wegekreuz aus Blaustein. Hieß bis 1972 Feldstraße.
- Kronendriesch (Vr): Flurbezeichnung. Driesch bedeutet Brache, Brachfeld.
- (1) Kuhgasse (Röhe): Name der Schulstraße bis etwa 1906.
- (2) Kuhgasse (Süd): Volksmündlicher Name der östlichen Bismarckstraße.
- Kuhstraße (Hü): Name der Stadionstraße bis 1973.
- Kunstschacht (Sti): Führt zum Schwarzen Berg. Kunstschacht „Heinrich“ der Grube Centrum.
- Kupfermühlenkamp (Röhe): Feld der ehemaligen Kupfermühlen aus dem 16. Jahrhundert.
- Kurt-Schumacher-Straße (Dü): Politiker Kurt Schumacher. Hieß bis 1973 Friedensstraße.
- Kurt-Tucholsky-Straße (Dü): Schriftsteller Kurt Tucholsky. Autorenname wie überwiegend in diesem 2003 erschlossenen Neubaugebiet.

### L
- Lätitia-Platz (Ww): Inoffizieller Name des Vorplatzes der Weisweiler Festhalle am Berliner Ring. Benannt nach der Weisweiler Karnevalsgesellschaft.
- Langendorfer Straße (NL): Abgebaggerter Stadtteil Langendorf.
- Langenerf (Sn): Flurbezeichnung mit der Bedeutung „langgestrecktes Erbland“.
- Langerweher Straße (Ww): Nachbargemeinde Langerwehe. Hieß Dürener Straße bis 1972.
- Langgasse (Ww): Lange Gasse Richtung Dürwiß.
- Langwahn (Süd): Ungeklärte Bedeutung: „lange Wagen“ oder „lang warten“ möglich. Hieß im 17. Jahrhundert Lanckwagen oder Steinwegh, später auch Im Sand. Der Langwahn ist eine der ältesten Straßen Eschweilers und Teil einer Römerstraße. Der Straßenname wird stets mit Artikel benutzt, z. B. „Wir wohnen auf dem Langwahn.“ 1821 wird hier die erste Fahrbrücke über die Inde gebaut, und 1944 wird die Brücke zusammen mit allen Indebrücken bis auf zwei Fußgängerbrücken gesprengt. 1945 wird eine Behelfsbrücke aus Holz gebaut, 1951 die wieder aufgebaute Brücke und 1978 die heutige 4-spurige Brücke dem Verkehr übergeben.
- Langweilerweg (Kw): Abgebaggertes Nachbardorf Langweiler.
- Laurentiusstraße (Dü): Heiliger Laurentius, welcher dem abgebaggerten Stadtteil Laurenzberg seinen Namen lieh. Hieß Marienstraße von 1959 bis 1972.
- Laurenzberger Straße (Kw): Abgebaggerter Stadtteil Laurenzberg.
- Laurenzberger Weg (Dü): Abgebaggerter Stadtteil Laurenzberg.
- Lausgracht (Nord): Name der Dreieckstraße bis 1905. Andere Schreibung: Loßgracht.
- Lehmkuhlweg (Röt): Ziegelbrennereibegriff wie üblich dort im Ringofen-Viertel.
- Leichengracht (Röt): Name der Wilhelmstraße vor 1898.
- Lenzenfeldchen (West): Name des östlich einmündenden Teilstücks der Rue de Wattrelos bis 1987. Flurbezeichnung wie das angrenzende Lotzfeldchen.
- Leo-Meuser-Straße (NL): Leo Meuser (1909–1968), Bürgermeister der abgebaggerten Gemeinde Lohn von 1962 bis 1968.
- Lessingstraße (Ost): Dichter und Dramaturg Gotthold Gotthold Ephraim Lessing und/oder Maler Karl Friedrich Lessing. Schriftstellername wie überwiegend in diesem Viertel. Hieß von 1905 bis 1972 Lohner Straße.
- Liebfrauenstraße (Nord): Straße an der Bischöflichen Liebfrauenschule nebst Nonnenkloster.
- Lilienthalstraße (Nord): Flugpioniere Otto und Gustav Lilienthal.
- Lindenallee (Ww): 1837 als Allee mit Linden angelegt.
- Lindenstraße (Dü): Baum Linde. Baumname wie überwiegend in diesem Viertel.
- (1) Lohner Straße (Dü): Abgebaggerter Stadtteil Lohn.
- (2) Lohner Straße (Nord): Name der Preyerstraße bis 1916.
- (3) Lohner Straße (Ost): Name der Lessingstraße von 1905 bis 1972.
- (4) Lohner Straße (Ww): Name der Straße Zum Hagelkreuz bis 1972.
- Lotzfeldchen (Nord): Flurbezeichnung vermutlich in Anlehnung zur benachbarten Lausgracht. Siehe auch Lenzenfeldchen.
- Ludwigstraße (Süd): Neunter Eschweiler Bürgermeister Ludwig Carbyn, nach welchem ebenfalls die Carbynstraße benannt wurde.
- Lürkener Straße (Dü): Abgebaggerter Stadtteil Lürken.
- Lürkener Weg (Kw): Abgebaggerter Stadtteil Lürken.
- Luisenstraße (Wd): Schacht „Luise“ der Grube Centrum, benannt nach Prinzessin Luise von Preußen.

### M
- Maarfeld (Be): Flurbezeichnung „An der Maar“. Maar.
- Maarstraße (NL): Maar (Wasserstelle). Hieß bis 1972 Bergstraße.
- Maasstraße (Ost): Fluss Maas. Hieß bis 1979 Rheinstraße.
- Mariadorfer Straße (Kw): Nachbarort Mariadorf.
- Marie-Juchacz-Straße (Dü): Erste deutsche Abgeordnete Marie Juchacz.
- Marienburger Straße (Vb): Ehemals ostdeutsche Stadt Marienburg wie überwiegend in diesem Viertel.
- (1) Marienstraße (Süd): Gottesmutter Maria.
- (2) Marienstraße (Dü): Name der Laurentiusstraße von 1959 bis 1972.
- (1) Markt (Nord): Marktplatz in der Eschweiler Altstadt. Der sich östlich anschließende kleine Platz hieß um 1615 Weinhausplatz.
- (2) Markt (No): Name des Nothberger Platzes bis 1932.
- (3) Markt (Ww): Name des Frankenplatzes bis 1972.
- Marktstraße (Nord): Straße zum Markt. Bis 1977 zwischen Markt und Judenstraße.
- (1) Martin-Luther-Straße (Süd): Reformator Martin Luther. Hieß von 1925 bis 1966 Demmerstraße.
- (2) Martin-Luther-Straße (Dü): Name der Bonhoefferstraße von 1965 bis 1972.
- Martinstraße (Dü): Heiliger St. Martin. Hieß von 1959 bis 1972 Barbarastraße.
- Matthias-Stiel-Straße (Röhe): Röher Schulleiter und Schulrat Matthias Stiel (1898 – 1989).
- Matthiasweg (Röt): Matthias Bücken (1895 – 1958), Eschweiler Bürgermeister von 1948 bis 1952 und Kreistagsabgeordneter.
- Mauerweg (Nord): Ehemalige Eschweiler Stadtmauer vom 13. bis 17. Jahrhundert.
- Max-Planck-Straße (Ww): Physiker Max Planck.
- Merkurstraße (Süd): Römischer Gott des Handels Merkur wegen dortigen Gewerbegebiets.
- Merzbachstraße (SJ, Kw): Merzbach.
- Merzbrücker Straße (SJ): Gut Merzbrück am Merzbach.
- Michelsweg (Be): Dort wohnhafter Schustermeister Michels um 1870.
- (1) Mittelstraße (Röt): Wahrscheinlich so genannt, weil sie in der Mitte der Röthgener Straße in diese mündet bzw. in der Mitte Unterröthgens und in der Mitte den Eisenbahnlinien verläuft.
- (2) Mittelstraße (Kw): Name der Konrad-Müller-Straße bis 1972.
- (3) Mittelstraße (NL): Name der Jan-van-Werth-Straße von 1968 bis 1972.
- Moltkestraße (Süd): Preußischer Heerführer Helmuth Graf von Moltke (1800–1891), welcher 1853 wegen Vermessungsarbeiten in Eschweiler verweilte. Hieß bis 1910 Neustraße.
- Moosweg (Wd): Pflanze Moos. Botanischer Name wie überwiegend in diesem Stadtteil. Die Erschließung begann 1974.
- Moselstraße (Ost): Fluss Mosel. Hieß bis 1979 Rheinstraße.
- Mozartstraße (Nord): Komponist Wolfgang Amadeus Mozart. Künstlername wie überwiegend in diesem Viertel.
- Mühlengasse (Sn): Name des Kapellenwegs bis 1885. Gressenicher Mühle
- Mühlenstraße (Nord): Name der Indestraße zwischen Dreieckstraße und Kochsgasse bis 1972. Benannt nach dortigen Mühlen an der Inde, unter anderem der Stoltenhoffmühle.
- (1) Mühlenweg (Kw): Verbindungsweg der Unteren Mühle, Oberen Mühle und Ölmühle.
- (2) Mühlenweg (NL): Name der Fronstraße bis 1972.
- (3) Mühlenweg (West): Name der Stoltenhoffstraße bis 1905.

### N
- Nagelschmiedstraße (Dü): Jahrhundertelang in Dürwiß tätige Nagelschmiede, welche bis 1954 tätig waren.
- Nelkenweg (Ost): Blume Nelke. Blumenname wie überwiegend in diesem Viertel.
- Neuer Weg (Röt): Ehemaliger Name des östlichen Teilstücks der Burgstraße zwischen Jägerspfad und Feldstraße.
- Neugrabenstraße (Süd): Name der unteren, jüngeren Grabenstraße südlich der Inde bis 1883.
- Neusener Straße (SJ): Nachbarortschaft Neusen bei Broichweiden. Hieß von 1963 bis 1972 Kirchstraße und bis 1963 Dorfstraße.
- (1) Neustraße (Süd): Neue Straße in der neuen „Südstadt“. Hieß bis 1861 Gesundheitsstraße. 1910 wurde ihr südlicher Teil zwischen Marienstraße und Talbahn in Moltkestraße umbenannt.
- (2) Neustraße (Ha): Name des nördlichen Teilstücks der Quellstraße bis 1932.
- (3) Neustraße (No): Name der Brückenstraße bis 1932.
- Nickelstraße (Röhe): Helene Nickel, Stifterin karitativer Einrichtungen in Röhe. Das südliche, längere Teilstück hieß von 1903 bis 1972 Hauptstraße, davor Dorfstraße; das nördliche Teilstück hieß bis 1905 Bachstraße.
- Nierhausener Straße (He): Ehemaliger Niederhof in der Niederung. An ihrem östlichen Ende liegt auf der nördlichen Seite ein Friedhof; daher der exklusiv Hehlrather Ausdruck „et Nerres eraffjonn“ für sterben oder beerdigt werden. Älterer Name: Nierhofener Straße.
- Nordstraße (Nord): Nach der Himmelsrichtung benannt wie Oststraße und Südstraße.
- Nothberger Platz (No): Der Nothberger Haupt- und Marktplatz an der Cäcilienstraße in Nothberg. Hieß bis 1932 Markt.
- Nothberger Straße (Süd): Stadtteil Nothberg. Hieß von 1883 bis 1928 Nothberger Weg.

### O
- Oberdorf (Röt): Ortsteil Oberröthgen von Röthgen.
- Obere Mühle (Kw): Ehemalige Obere Mühle aus dem 15. Jahrhundert.
- Obermerzer Straße (Kw): Abgebaggerter Ort Obermerz bei Aldenhoven.
- Oberstraße (He): Obere Hauptstraße Hehlraths.
- Odilienstraße (Röt): 1672 errichtete und 1956 abgerissene, Odilia gewidmete Kapelle.
- Olympiastraße (Wh): In Anlehnung an den alten Namen und die 1972 stattgefundenen Olympischen Spiele. Hieß bis 1972 Jahnstraße.
- Ostpreußenweg (Vr): Ehemals ostdeutsche Landschaft Ostpreußen.
- Oststraße (Ost): Nach Himmelsrichtung benannt wie Nordstraße und Südstraße; siehe Weststraße im selben Viertel.
- Otto-Wels-Straße (Nord): Sozialdemokrat Otto Wels. In der wie Eschweiler in den 1970er Jahren von der SPD beherrschten Nachbarstadt Alsdorf gibt es ebenfalls eine Otto-Wels-Straße in Rathausnähe.

### P

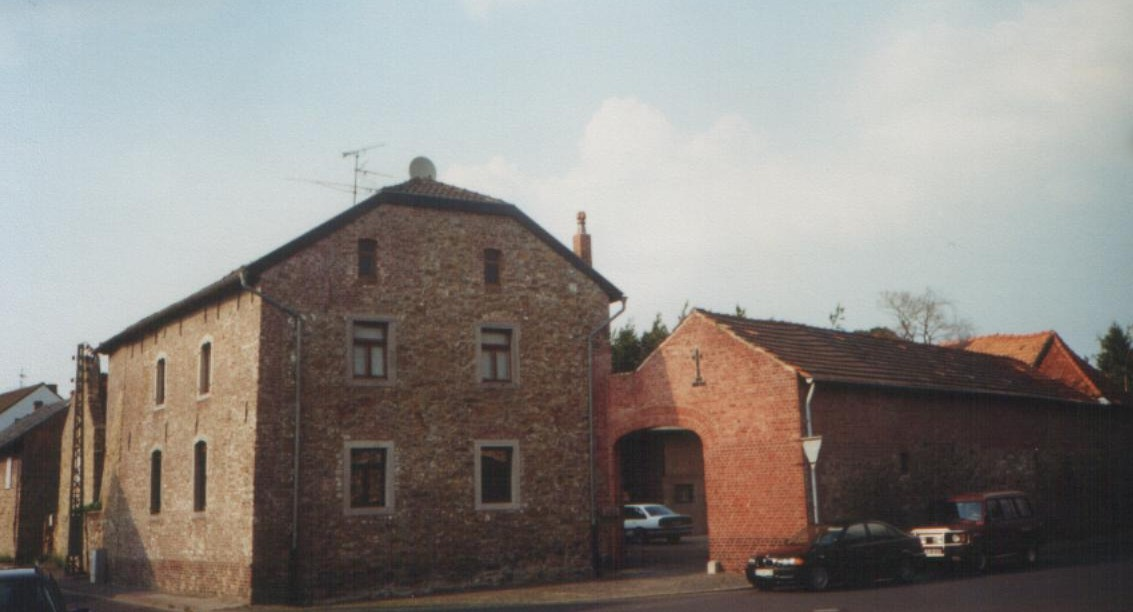
Pannhaus an der Pannesstraße

- Pannesstraße (Kw): Kinzweiler Pannhaus, in Mundart „Pannes“.
- (1) Parkstraße (Nord): Wie Gartenstraße, Dreiers Gärten und Englerthsgärten nach den großen Gärten und Parks der dortigen Anwesen benannt, besonders des Kirschenhofs.
- (2) Parkstraße (Ww): Name der Blumenstraße bis 1972.
- Patterngasse (Nord): Name der Funkengasse bis etwa 1793.
- Patternhof (Süd): Ehemaliger Rittersitz Patternhof, 830 erstmals erwähnt, 1905 von der Stadt Eschweiler angekauft, 1960 abgerissen wegen des Neubaus der Realschule. 1935 Baubeginn der Siedlung.
- Paul-Ernst-Straße (Ost): Dramaturg Paul Ernst. Hieß bis 1978 Ahornstraße.
- Peilsgasse (Nord): Glasfabrikantenfamilie Peil, welche dort wohnte.
- Pedro Schöller Ring (Ww): Fabrikant, welcher dort wohnt.
- Peter-Koch-Straße (Kw): Peter Koch (1929 – 1983), Langweiler und Kinzweiler Lokalpolitiker.
- Peter-Liesen-Straße (Nord): Peter Liesen (1837 – 1905), Kaplan sowie Leiter der Rektoratsschule von 1860 bis 1879 und des Progymnasiums von 1879 bis 1902. Hieß von 1946 bis 1956 Kommstraße, von 1916 bis 1946 Hindenburgstraße und vor 1916 Casinostraße.
- Peter-Paul-Straße (Nord): Patrone der katholischen Pfarre und Kirche St. Peter und Paul.
- Pfarrer-Appelrath-Straße (Ost): Leo Appelrath (1908 – 1985), Rektor, später Pfarrer der Gemeinde Herz-Jesu in Eschweiler-Ost von 1940 bis 1978.
- Pfarrer-Bringmann-Platz (Dü): Peter Bringmann (1909 – 1984), Pfarrer und bis 1984 Subsidiar an St. Bonifatius in Dürwiß.
- Pfarrer-Einerhand-Straße (Kw): Beliebter Pfarrer von 1950 bis 1960 in Kinzweiler.
- Pfarrer-Funk-Straße (Ha): Johann Jakob Funk (1800 – 1890), Pfarrer in Hastenrath von 1849 bis 1890. Hieß bis 1932 Kirchstraße.
- Pfarrer-Hoffmans-Straße (Ww): Andreas Wilhelm Joseph Hoffmans (1899 – 1952), Pfarrer in Weisweiler von 1942 bis 1952.
- Pfarrer-Kleinermanns-Straße (Be): Peter Kleinermanns (1861 – 1928), Rektor, Pfarrgründer und Pfarrer von 1894 bis 1928 in Bergrath.
- Pfarrer-Krings-Straße (No): Josef Krings (1890 – 1966), Pfarrer in Nothberg von 1929 bis 1966. Hieß von 1932 bis 1966 Freiheitsstraße, bis 1932 Kirchgasse.
- Pferdegasse (Kw): Hohlweg für Pferdefuhrwerke.
- Phönixstraße (Aue): Firma Phönix (1841–1908).
- Platanenweg (Dü): Baum Platane. Botanischer Name wie überwiegend in diesem Viertel.
- Poststraße (Nord): Name der Jülicher Straße von 1902 bis 1933. Benannt nach dem 1833 errichteten Postamt an der Ecke Jülicher Straße / Hehlrather Straße, welches sich dort bis zum Umzug in die Grabenstraße 1877 befand. Für die Poststraße wird 1841 das Hauptbahnhofempfangsgebäude geplant, 1857 der Hospitalneubau mit neugotischer Fassade. Beide Pläne werden dort nicht realisiert.
- Preyerstraße (Nord): Die Malerfamilie Preyer (Gustav, Johann Wilhelm und Louise) wohnten von 1813 bis in die 1830er Jahre in Eschweiler. Auf ihr liegt die 1914 eingeweihte Infanteriekaserne Eschweiler. Hieß ursprünglich Lohner Straße im 19. Jahrhundert, nach dem Bau der Infanteriekaserne Hindenburgstraße von 1916 bis 1946 und Kasernenstraße von 1946 bis 1955.
- Propstei (Aue, Röhe): Kleiner Nebenweg zur Alten Försterei Propstei im Propsteier Wald.
- Pümpchen (Sti): Eisenwalzwerk Pümpchen der ehemaligen Firma Englerth & Günzer (1832–1927).
- Pützfeldchen (Kw): Flurbezeichnung. Pütt/Pütz stammt von Lateinisch „puteus“ (= Brunnen).
- Pützlohner Straße (NL): Abgebaggerter Stadtteil Pützlohn.
- Pumpe (Pu): Pumpe (Herrenkunst), welche dem Auspumpen der Bergwerksschächte diente. Hieß von 1883 bis 1902 Actienstraße.

### Q
- Quellstraße (Ha, Vr): Quellbach entlang der Straße. Hieß bis 1932 Bachstraße und Neustraße.

### R
- Raiffeisenplatz (Süd): Genossenschafter Friedrich Wilhelm Raiffeisen auf Initiative der „Raiffeisenbank Eschweiler“, welche sich am 2004 umgestalteten Vorplatz des Talbahnhofs maßgeblich beteiligte.
- Raiffeisenweg (Dü): Genossenschafter Friedrich Wilhelm Raiffeisen.
- Rathausgasse (Süd): Name der Hospitalsgasse bis 1979. An der Ecke zur Grabenstraße stand bis 1978 das alte Rathausgebäude, welches ursprünglich für das erste Eschweiler Gymnasium errichtet wurde.
- Rathausplatz (Nord): Name des Johannes-Rau-Platzes Platz bis 2006. Der Platz vor dem Neuen Rathaus an der Indestraße besteht seit 1979, als das Neue Rathaus gebaut und bezogen wurde. Das Wahrzeichen des Platzes war ein Brunnen mit fünf durchsichtigen, 2 m hohen Röhren.
- Reginastraße (Kw): Nach der zweiten Pfarrpatronin der dortigen Kirche.
- Reigate & Banstead-Platz (Röt): Südenglische Partnerstadt Reigate & Banstead. Hieß von 1900 bis 1989 Bahnhofsplatz.
- Reuleauxstraße [røˈloː] (Nord): Franz Reuleaux (1829–1905), geboren in Eschweiler-Pumpe, Direktor der TU Berlin, „Vater der Kinematik“, und/oder nach Johann Wilhelm Reuleaux, zweiter Eschweiler Bürgermeister von 1814 bis 1822.
- Rheinstraße (Ost): 1979 umbenannt in Mosel-, Maas- bzw. Weserstraße, da sie als sozialer Brennpunkt galt und „Rheinstraße“ in Eschweiler ein Synonym für „asoziales Viertel“ war.
- Rhönstraße (Bo): Mittelgebirgszug Rhön. Gebirgsname wie überwiegend in diesem Stadtteil.
- Ringofen (Röt): Ziegelbrennereibegriff wie üblich dort im Ringofen-Viertel.
- Ringstraße (NL): Viertelkreisförmige Straße.
- Rinkensplatz (Röhe): Eschweiler Musikprofessor und Komponist Wilhelm Rinkens (1879 – 1933).
- Robert-Koch-Straße (Dü): Bakteriologe und Nobelpreisträger Robert Koch.
- Robert-Ley-Straße (Süd): Name der Franzstraße während der Zeit des Nationalsozialismus. Benannt nach Robert Ley.
- Röher Hütte (Röhe): Ehemalige Kupferhütte Dautzenbergsmühle aus dem 19. Jahrhundert.
- Röher Landstraße (Röhe): Name der Aachener Straße bis 1902.
- Röher Straße (Röhe): Stadtteil Röhe. Das obere, sehr steile Teilstück wird im Volksmund „Fauler Hering“ genannt und ist seit den 1990er Jahren auf 30 km/h begrenzt.
- Röher Weg (He): Name der Straße An der Fauch bis 1981.
- (1) Römerstraße (Dü): Teilstück einer Römerstraße.
- (2) Römerstraße (Röhe): Name der Straße Am Römerberg bis 1972.
- Rößlerweg (Ww): Name der Franz-Gessen-Straße bis 1957. Führte zu Rößlers Mühle.
- Röthgener Straße (Röt): Stadtteil Röthgen. Hieß von 1822 bis 1883 Actienstraße.
- Rolf-Hackenbroich-Straße (Ww): Ehemaliger Bürgermeister in Weisweiler
- Rosenallee (Süd): Unternehmerbrüder Franz und Joseph Rosen. Hieß Adolf-Hitler-Straße während der Zeit des Nationalsozialismus.
- Rosenstraße (NL): Blume Rose auf Vorschlag der Anwohner.
- Rotdornweg (Wd): Pflanze Rotdorn. Botanischer Name wie überwiegend in diesem Stadtteil. (projektiert. Lage Am Rosenstock nähe Akazienhain)
- Rudolf-Neubrand-Straße (Süd): Name der Hompeschstraße vom 30. Oktober 1941 bis 1945. Benannt nach dem jungen Eschweiler Ritterkreuzträger Rudolf Neubrand.
- Rue de Wattrelos [sprich „rüh de uattreloh“]: Nordfranzösische Partnerstadt Wattrelos. Das östlich einmündende Teilstück hieß bis 1987 Lenzenfeldchen.
- Ruhrstraße (Ost): Fluss Ruhr. Flussname wie im selben Viertel Maas-, Mosel- und Weserstraße sowie Rheinstraße.
- Rundstraße (Ww): Halbkreisförmige Straße.

### S
- Saarstraße (Ost): Fluss Saar wegen der vielen Bergleute aus dem Saarland.
- Sandberg (Sti): Sandberg am Eschweiler Hauptbahnhof.
- Sandkaulberg (Wh): Ehemalige Sandgrube.
- Schachtstraße (Be): Name der Hubertusstraße bis 1918. Schacht der Grube Reserve.
- Scherpenseeler Straße (Sn): Stadtteil Scherpenseel. Hieß bis 1932 Hauptstraße.
- Schillerstraße (Dü): Dichter und Philosoph Friedrich von Schiller.
- Schinnersgasse (Nord): Name der Trillersgasse bis etwa 1800.
- Schlachthofstraße (Nord): Name der Schützenstraße bis 1905. Schlachthof (1896 erbaut).
- Schlagetersiedlung (Wh): Name der Heidesiedlung während der Zeit des Nationalsozialismus.
- Schlageterstraße (Süd): Name der Franzstraße während des Deutschen Reichs 1933 bis 1945. Am 31. März 1933 benannt nach dem deutschen Freikorpskämpfer Albert Leo Schlageter.
- Schlehdornweg (Wd): Pflanze Schlehdorn. Botanischer Name wie überwiegend in diesem Stadtteil.
- Schlesierweg (Vr): Ehemals ostdeutsche Landschaft Schlesien.
- Schmiedegäßchen (West): Ehemaliger Name der August-Thyssen-Straße.
- Schnellengasse (Nord): Benannt entweder nach Schnellen oder nach Familie Schnell. Umgangssprachlich „die Gasse“ genannt: „Treffen wir uns morgen Abend in der Gasse?“ Bis heute Kneipenmeile Eschweilers.
- Scholls Gässchen (Ost): Volksmündlicher Name der Fontanestraße bis 2003.
- Schrottgasse (Nord): Ehemaliger Name der Peilsgasse.
- Schubbendenweg (Röhe): Flurname. Ein Bend ist eine umzäunte Weide oder Wiese.
- Schubertweg (Nord): Komponist Franz Schubert. Künstlername wie überwiegend in diesem Viertel.
- (1) Schützenstraße (Ww): Schützenhalle und -platz der Weisweiler Schützenbruderschaft.
- (2) Schützenstraße (Dü): Name der Straße Am Vogelschuss bis 1972.
- (3) Schützenstraße (Nord): Name der Indestraße zwischen Peilsgasse und Driesch bis 1972. Hieß bis 1905 Schlachthofstraße.
- (1) Schulstraße (Röhe): 1898 gebaute Volksschule. Hieß bis etwa 1906 Kuhgasse.
- (2) Schulstraße (Ha): Name der Wendelinusstraße bis zur 1932.
- (3) Schulstraße (Ww): Name der Dr.-Gilles-Straße bis zur 1972.
- Schwalbenweg (Be): Vogel Schwalbe. Von West nach Ost liegen dort aufgereiht Amsel-, Drosselweg, Finkenweg, Starenweg und Schwalbenweg.
- Schwarzer Weg (Ha): Farbe der Kohlevorkommen. Hieß bis 1932 Friedensstraße.
- Schwarzwaldstraße (He): Mittelgebirge Schwarzwald. Ebenfalls nach einem Mittelgebirge benannt sind in diesem Viertel Elsass-, Spessart- und Westerwaldstraße. Hieß bis 1972 Gartenstraße.
- Sebastianusstraße (Dü): Heiliger der Dürwißer Sebastianus-Schützenbruderschaft. Hieß bis 1960 Broicher Weg.
- Sebastianusweg (Pu): Heiliger der dortigen Schützenbruderschaft.
- Severinstraße (Ww): Heiliger der dortigen katholischen Kirche St. Severin. Hieß bis 1972 Kirchstraße.
- Silvesterstraße (NL): Heiliger der dortigen katholischen Kirche St. Silvester.
- Sofienstraße (Sti): Sophia von Leibitz, Ehefrau von Eduard Othberg, Bergrat des EBV von 1877 bis 1910; siehe auch: Eduardstraße.
- Spessartstraße (He): Mittelgebirge Spessart. Ebenfalls nach einem Mittelgebirge benannt sind in diesem Viertel Elsass-, Schwarzwald- und Westerwaldstraße. Hieß bis 1972 Friedensstraße.
- Stadionstraße (Hü): Dortiges Hubert-Bündgens-Stadion mit Sportplatz, Schießstand und Reitsportzentrum. Hieß bis 1973 Kuhstraße.
- Städtlerstraße (Wd): Heinrich Staedtler († 1795), Landvermesser, Markscheider, Geometer und Geograph, 1791 im Dienst der Bergbautreibenden auf Pumpe-Stich.
- Starenweg (Be): Vogel Star. Von West nach Ost liegen dort aufgereiht Amsel-, Drosselweg, Finkenweg, Starenweg und Schwalbenweg.
- Steinkohlenfeld (Wd): In diesem Stadtteil und im Eschweiler Stadtwald dicht unter der Erdoberfläche liegenden Steinkohlevorkommen.
- Steinstraße (West): Vermutlich Römerstraße. Eine der ältesten Straßen Eschweilers.
- Sternheimstraße (Ost): Schriftsteller und Gesellschaftskritiker Carl Sternheim. Schriftstellername wie überwiegend in diesem Viertel. Hieß bis 1978 Buchenstraße.
- (1) Stettiner Straße (Vb): Ehemals ostdeutsche Stadt Stettin wie überwiegend in diesem Viertel.
- (2) Stettiner Straße (Ww): Name der Kopernikusstraße bis 1972.
- Stich (Sti): „Stich“ ist verwandt mit „steil“. Den besonders steilen Teil mit S-Kurve zwischen Eisenbahnviadukt in Röthgen und der Einbuchtung der Wilhelminenstraße nennt man Sticher Berg. Hieß bis 1902 Actienstraße.
- St.-Marien-Straße (Süd): Name der Straße An der Glocke bis etwa 1883.
- (1) Stolberger Straße (Pu, Wd): Nachbargemeinde Stolberg. Hieß bis 1902 Actienstraße.
- (2) Stolberger Straße (Ha): Name der Albertstraße bis 1932.
- Stoltenhoffstraße (Röhe): Christian Stoltenhoff († 1771), Fabrikant seit 1741 in Eschweiler, unter anderem Besitzer der Stoltenhoffmühle. Hieß bis 1905 Mühlenweg.
- Stormstraße (Ost): Schriftsteller Theodor Storm. Schriftstellername wie überwiegend in diesem Viertel.
- Stralsunder Straße (Vb): Ostdeutsche Hafenstadt Stralsund. Die übrigen Straßen in dem Viertel sind nach ehemals ostdeutschen Städten benannt.
- Stresemannstraße (Dü): Reichskanzler und Friedensnobelpreisträger Gustav Stresemann.
- Stüfgensweg (Be): Flurbezeichnung vermutlich in Anlehnung an Weinberge.
- (1) Südstraße (Ost): Nach der Himmelsrichtung benannt wie Nordstraße und Oststraße.
- (2) Südstraße (Dü): Name der Straße Am Hochhaus von 1959 bis 1972.

### T
- Talstraße (Röt, Süd): Tal der Inde und Talbahnlinie, welche auch dem Talbahnhof den Namen gab. Wurde noch zu Beginn des 20. Jahrhunderts Thalstraße geschrieben. Hieß von 1883 bis 1898 Bahnstraße.
- Tannenbergstraße (Wh): Tannen- und Fichtenbewuchs.
- Taunusstraße (Bo): Mittelgebirgszug Taunus. Gebirgsname wie überwiegend in diesem Stadtteil.
- Theodor-Heuss-Ring (Dü): Bundespräsident Theodor Heuss. Vor der Erschließung befand sich hier ein Sportplatz.
- Tilsiter Straße (Vb): Ehemals ostdeutsche Stadt Tilsit wie überwiegend in diesem Viertel.
- Tonbrennerweg (Röt): Ziegelbrennereibegriff wie üblich dort im Ringofen-Viertel.
- Trillersgasse (Nord): Anwohner namens Trillen. Endet seit Ende der 1970er Jahre an dem dortigen Parkhaus. Verlief ursprünglich parallel zur Peilsgasse.
- Tulpenweg (Ost): Blume Tulpe. Blumenname wie überwiegend in diesem Viertel.
- Tunnelweg (Röt, Sti): Ichenberger Eisenbahntunnel. Hieß bis 1883 Am Tunell.

### U
- Udelinberg (No): Nach irrtümlicher aus dem 19. Jhd. tradierter Meinung sei im ältesten Verzeichnis der Kölner Erzdiözese (Liber Valoris) eine erste Pfarre Nothberg als „Udelinberg“ bezeichnet, was man nach rein mündlicher nicht belegter Überlieferung mit dem "Nothberger Hof" in Verbindung brachte, den man deswegen auf den Limburger Herzog Udo (Ende des 13. Jahrhunderts) zurückführte. Da sich die Bezeichnung 'Udelinberg' in der frühesten Abschrift (von 1400) des nicht mehr existenten 'Liber Valoris' von 1306 eindeutig nicht auf Nothberg, sondern auf 'Frelenberg' (nicht 'Fresenberg', wie ein Lesefehler des 19. Jahrhunderts besagt) in Übach-Palenberg bezieht, sind auch die weiteren Zuordnungen unhaltbar. Es handelt sich also bei diesem Straßennamen wegen Fehlzuordnungen und darin begründeten immer weiter überlieferten Irrtümern um eine Irrtumsbezeichnung. Der erste nachweislich gültige Name von Nothberg ist um 1500 herum 'Walramsberg' nach dem Grafen von Jülich und Herzog von Limburg namens Walram.
- Uferstraße (Süd): Ufer der Inde. Hieß bis 1861 Balaklavastraße, dann maximal zwei Jahrzehnte Am Ufer. Heutige Gaststätte „Uferlos“, vormals „Esser-Daun“, ist ein 1878 errichtetes Kolpinghaus.
- Uhlandstraße (Ost): Schriftsteller Ludwig Uhland. Schriftstellername wie überwiegend in diesem Viertel.
- Ulmenstraße (Dü): Baum Ulme. Baumname wie überwiegend in diesem Viertel.

### V
- Valentinstraße (Kw): Patron Valentin der Kapelle der abgebaggerten Ortschaft Obermerz. Hieß bis 1972 Concordiastraße.
- Velauer Straße (He): Benannt nach dem östlichen, 1950 abgebaggerten Hehlrather Ortsteil Velau. Hieß Kirchstraße bis 1972.
- Vennstraße (Be): Mittelgebirge Hohes Venn. Gebirgsname wie überwiegend in diesem Stadtteil.
- (1) Verbindungsstraße (Ww): Verbindung des Braunkohletagebaus mit der Weisweiler Bergehalde „Floraweg“, um 1910 betrieben von der BIAG Zukunft.
- (2) Verbindungsstraße (No): Name der Straße Am Mühlenfeld bis 1932.
- (3) Verbindungsstraße (Süd): Name der Bismarckstraße bis 31. März 1933.
- Vereinsstraße (Röt): Der Bauverein „Arbeiterwohngenossenschaft“ ließ Anfang des 20. Jahrhunderts hier die ersten Wohnhäuser entstehen. Ein Wagen der Wuppertaler Schwebebahn wird 1973 für etwa ein halbes Jahr auf dem dortigen Spielplatz vor dem Jugendverein und Pfadfinderklub aufgestellt.
- Viktoriastraße (Kw): Fußballvereine „Viktoria“ von Kinzweiler und Langweiler.
- Villeweg (Bo): Mittelgebirgszug Ville. Gebirgsname wie überwiegend in diesem Stadtteil.
- Violengasse (Süd): Name der Josefstraße bis 1905. Ursprünglich Gartenerschließungsweg mit Veilchen.
- Vogesenstraße (Bo): Mittelgebirgszug Vogesen. Gebirgsname wie überwiegend in diesem Stadtteil.
- Volkenrather Straße (Vr): Zentrale Straße des Stadtteils Volkenrath.
- (1) Von-Bongart-Straße (No): Adelige Familie und Rittergeschlecht auf Haus Bongart und der Nothberger Burg.
- (2) Von-Bongart-Straße (SJ): Name des Georgswegs von 1963 bis 1973.
- Von-der-Horst-Straße (Röt): Wilhelm von der Horst, Besitzer der Burg Röthgen im 16. Jahrhundert.
- Von-Harff-Straße (Röt): Wilhelm Freiherr von Harff, Erbhofmeister und Besitzer der Burg Röthgen im 16. und 17. Jahrhundert.
- Von-Hatzfeld-Straße (Ww): Familien und Grafen von Hatzfeld, Besitzer der Burg Weisweiler und von Haus Palant von 1509 bis 1769.
- Von-Humboldt-Straße (Nord): Forscher Baron Alexander von Humboldt und sein Bruder, der Philologe Baron Wilhelm von Humboldt. Hieß von 1945 bis 1972 Ebertstraße.
- Von-Kleist-Straße (Ost): Dramatiker und Dichter Heinrich von Kleist. Schriftstellername wie überwiegend in diesem Viertel.
- Von-Palant-Straße (No): Familie von Palant, Besitzer der Nothberger Burg, der Burg Holzheim, des aufgelassenen Hauses Bongard, des Guts Bovenberg, des Dadenbergshofs, des Nothberger Hofs, des Hauses Palant, der Burg Weisweiler unter anderem Rittersitzen in und um Eschweiler.
- Von-Stephan-Straße (Nord): Postpionier Heinrich von Stephan.
- Von-Trips-Platz (Kw): Adolf Sigismund Konstantin Freiherr Berghe von Trips, Stifter der Wallfahrt von Kinzweiler zur „Mutter vom Guten Rat“ und Besitzer der Burg Kinzweiler von 1755 bis 1789. Hieß bis 1978 Kapellenplatz.
- Von-Trips-Straße (Kw): Adolf Sigismund Konstantin Freiherr Berghe von Trips, Stifter der Wallfahrt von Kinzweiler zur „Mutter vom Guten Rat“ und Besitzer der Burg Kinzweiler von 1755 bis 1789.
- Vulligstraße (West): Flurbezeichnung. „Vullig“ ist verwandt mit „faulig“ wegen der ehemaligen Sümpfe. Hieß bis 1972 Wiesenstraße.

### W
- (1) Waldstraße (Wd): Botanischer Name wie überwiegend in diesem Stadtteil. Der Name der Siedlung geht auf die Volksschule „Waldschule“ am Eschweiler Stadtwald zurück.
- (2) Waldstraße (Wh): Name des Höhenwegs bis 1972.
- Wardener Straße (Röhe, Kw He): Nachbarortschaft Warden.
- Webergasse, Weberstraße (Nord): Name der Wollenweberstraße vor 1882.
- Weierstraße (Be): Alte Schreibweise von „Weiher“. An ihrem nördlichen Ende befindet sich eine Fußgängerunterführung zur Straße Auf dem Höfchen.
- Weinhausplatz (Nord): Name des östlichen Ausläufers des Markts um 1615.
- Weißdornweg (Wd): Pflanze Weißdorn. Botanischer Name wie überwiegend in diesem Stadtteil.
- Weißer Weg (Wh): Vermutlich wegen der Straßenbefestigung aus weißen Steinen.
- Weisweilerstraße (Dü): Stadtteil Weisweiler.
- Wenauer Straße (Hü): Nachbarortschaft Wenau.
- Wendelinusstraße (Ha, Sn): Patron der Kirche St. Wendelinus. Hieß bis 1932 Schulstraße.
- Werdenstraße (Röhe): Johann Werden (1864 – 1942), Förderer des Siedlungswesens, der Röher Volksschule und des St. Josef Kinderheims in Eschweiler sowie Verwalter des Helene-Nickel-Stifts.
- Weserstraße (Ost): Fluss Weser. Hieß bis 1979 Rheinstraße.
- Westerwaldstraße (He): Mittelgebirge Westerwald. Ebenfalls nach einem Mittelgebirge benannt sind in diesem Viertel Elsass-, Spessart- und Schwarzwaldstraße.
- Westplatz (Ost): Name des Eduard-Mörike-Platzes bis 1950.
- Weststraße (Ost): Name der Eduard-Mörike-Straße bis 1950.
- Wiesenhang, Wiesenkoppe (Vr, Ha): Wiesengelände an einer Kuppe.
- (1) Wiesenstraße (Fr): Wiesenflächen nordöstlich des heutigen Blausteinsees.
- (2) Wiesenstraße (West): Name der Vulligstraße bis 1972.
- Wilhelm-Dohmen-Straße (Dü): Wilhelm Dohmen (1896 – 1975), Sanitäter und „Erster Arzt von Dürwiß“, insbesondere 1944 während der Frontkämpfe und nach dem Zweiten Weltkrieg, sowie Gründer der Dürwißer Ortsgruppe des Deutschen Roten Kreuzes.
- Wilhelminenstraße (Sti): Förderschacht „Wilhelmine“ der Grube Centrum, welcher bis 1875 bestand. Er wurde nach Königin Wilhelmine von Preußen benannt.
- Wilhelm-Lexis-Straße (Ww): In Eschweiler geborener Statistiker und Mathematiker Wilhelm Lexis, Gründer des ersten deutschen Universitätsseminars für Versicherungswissenschaften.
- Wilhelm-Proemper-Straße (Dü): Wilhelm Proemper (1883 – 1943), Bürgermeister von Dürwiß von 1921 bis 1938. Hieß bis 1963 Winkelgasse.
- Wilhelmshöhe (Wh): Grube Wilhelm.
- (1) Wilhelmstraße (Röt): Kohleschächte „Wilhelm I“ (1861) und „Wilhelm II“ (1871) der Grube Reserve. Hieß vor 1898 Bergrather Weg oder auch Leichengracht.
- (2) Wilhelmstraße (Be): Ursprünglicher Name der Hubertusstraße. Schachtname der Grube Reserve.
- Winkelgasse (Dü): Name der Wilhelm-Proemper-Straße bis 1963.
- Wollenweberstraße (Nord): Leineweber im 18. Jahrhundert, welche die Inde zum Bleichen der Wolle nutzten. Hieß vor 1882 Webergasse oder Weberstraße.
- Wültgensstraße (Kw): Johann Peter Wültgens, Vater von Christine Englerth, Pächter der Burg Kinzweiler, Schultheiß und Bergwerksbesitzer.

### Z
- Zechenstraße (Be): An ihrem östlichen Teil lag bis 1944 die Zeche Grube Reserve. Ihr östlicher Teil hieß von 1883 bis 1972 Bergstraße.
- Zehnthofstraße (Dü): Gut Zehnthof, welches von 1403 bis 1928 bestand.
- Zentrum (Sti): Grube Centrum.
- Ziegelberg (Röt): Ziegelbrennereibegriff wie üblich dort im Ringofen-Viertel. (ehemals projektiert)
- Zieglerstraße (Röt): Ziegelbrennereibegriff wie üblich dort im Ringofen-Viertel.
- Zukunft (Dü): Ehemaliger, um Dürwiß gelegener Tagebau Zukunft.
- Zum Blausteinsee (Dü): Blausteinsee.
- Zum Hagelkreuz (Ww): 1730 errichtetes Hagelkreuz aus Blaustein. Hieß bis 1972 Lohner Straße.
- Zur Alten Kirche (No): Alte Kirche von Nothberg, 1972 wegen Bergschaden abgerissen. Hieß bis 1985 Hohe Straße.
- Zur Bohler Heide (Bo): Flurbezeichnung Bohler Heide am Eschweiler Stadtwald.